# Wangen im Allgäu

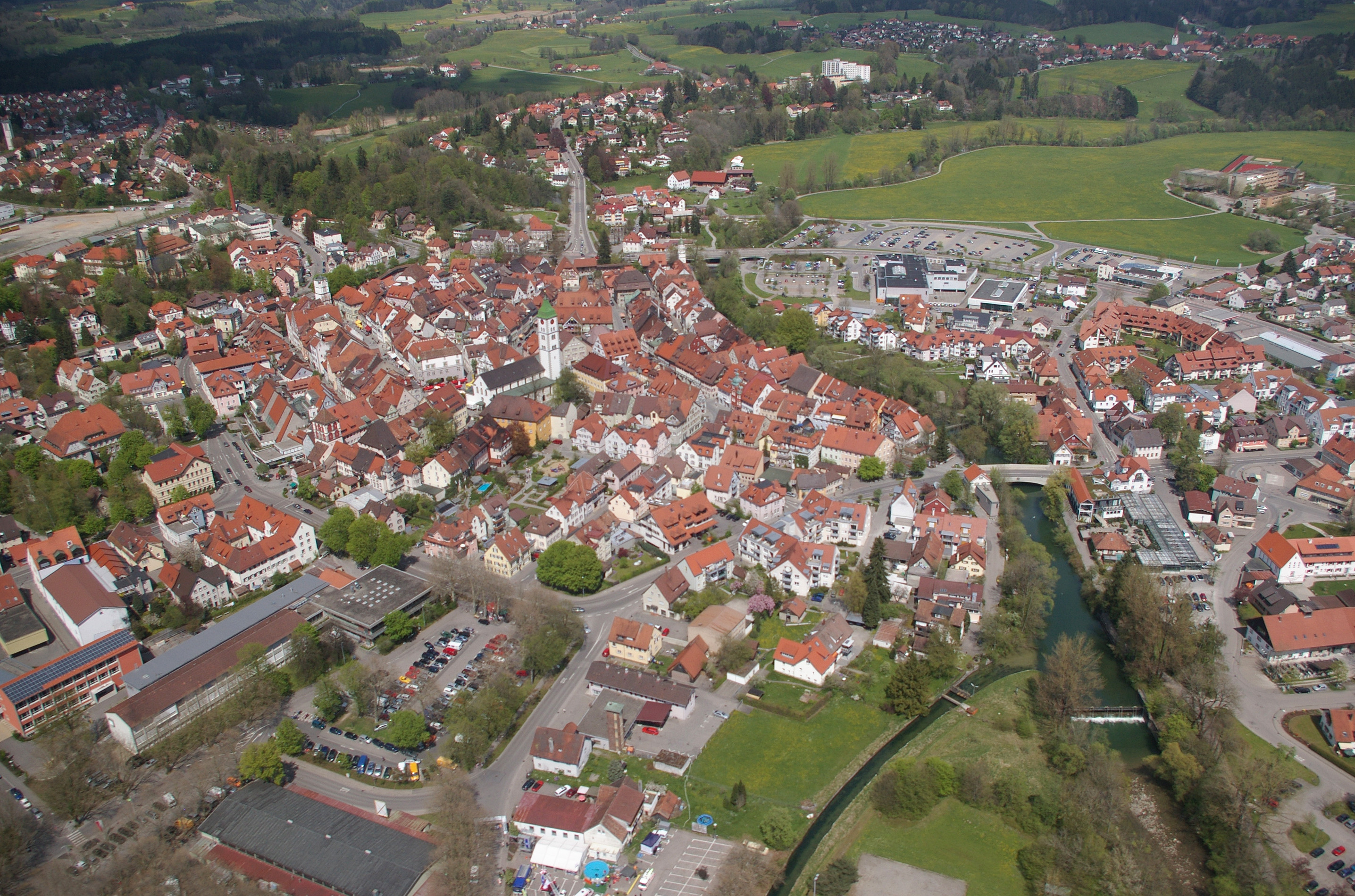
Innenstadt Wangen

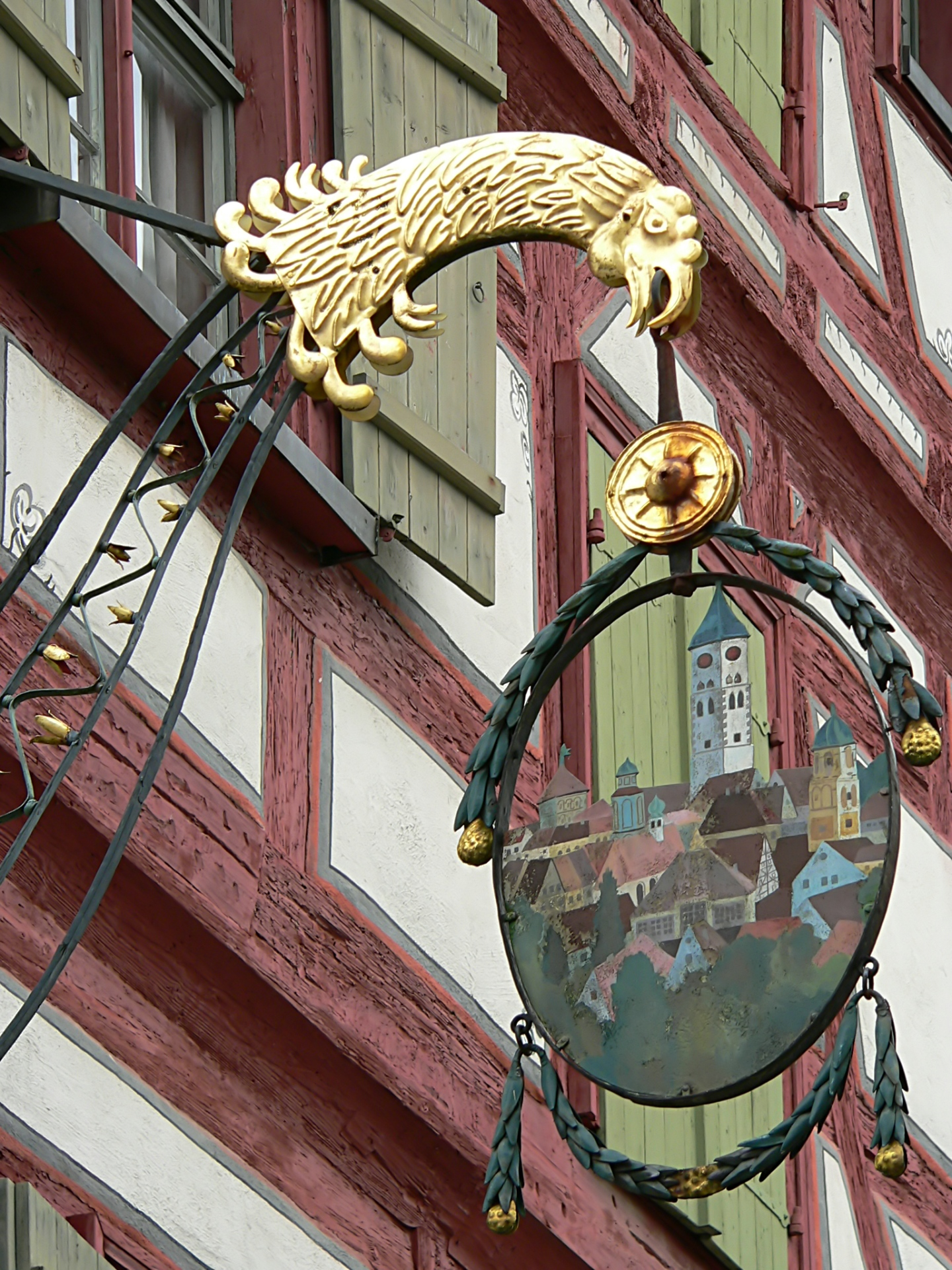
Wirtshausschild an der Eselsmühle, heutiges Stadtmuseum am Eselsberg

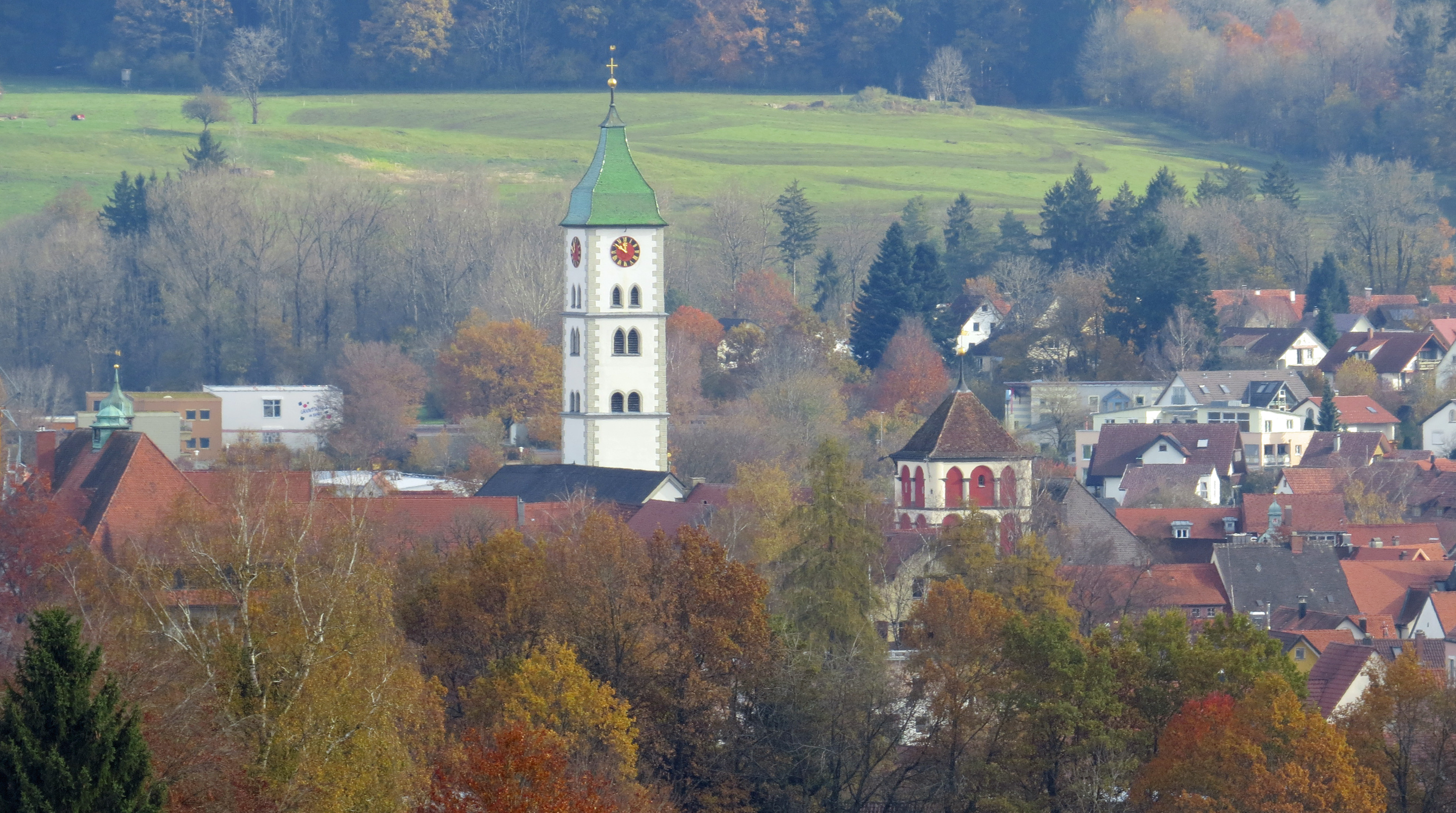
Altstadt Wangen im Allgäu von Westen

Die Stadt Wangen im Allgäu im Südosten Baden-Württembergs hat gut 28.000 Einwohner und ist nach Ravensburg die zweitgrößte Stadt des Landkreises Ravensburg. Die frühere Reichsstadt bildet ein Mittelzentrum für die umliegenden Gemeinden. Von 1938 bis 1972 war Wangen die Kreisstadt des gleichnamigen Landkreises. Am 1. Januar 1973 wurde dieser in den Landkreis Ravensburg eingegliedert und Wangen zur Großen Kreisstadt ernannt. Mit den Nachbargemeinden Achberg und Amtzell hat die Stadt eine Vereinbarte Verwaltungsgemeinschaft.

## Geographie

### Lage
Wangen liegt am Rande des Westallgäus am nördlichen bzw. westlichen Ufer der Oberen Argen entlang des sanft ansteigenden Talhanges in der Drumlinlandschaft des Westallgäuer Hügellandes. Die Untere Argen fließt im Nordwesten Wangens und vereinigt sich südwestlich der Stadt (bei Pflegelberg, Ortschaft Schomburg), in ca. 9 km Entfernung vom Stadtzentrum, mit der Oberen Argen. Das neuzeitliche Wangen prägt trotz zahlreicher jüngerer Stadtteile sein historischer Stadtkern.

### Nachbargemeinden
Die folgenden Gemeinden grenzen an die Stadt (Reihenfolge im Uhrzeigersinn, beginnend im Westen): Amtzell, Vogt, Kißlegg und Argenbühl (alle Landkreis Ravensburg), Weißensberg, Hergatz und Hergensweiler (alle drei Landkreis Lindau), Achberg (Landkreis Ravensburg) und Neukirch (Bodenseekreis).

### Stadtgliederung
Das Stadtgebiet besteht aus der Kernstadt (ca. 16.500 Einwohner) und den im Rahmen der Gemeindereform der 1970er Jahre eingegliederten ehemaligen Gemeinden Deuchelried, Karsee, Leupolz, Neuravensburg, Niederwangen und Schomburg.
Die eingegliederten Gemeinden sind heute zugleich Ortschaften im Sinne der baden-württembergischen Gemeindeordnung, das heißt, sie haben jeweils einen von den Wahlberechtigten bei jeder Kommunalwahl neu zu wählenden Ortschaftsrat mit einem Ortsvorsteher als Vorsitzendem. In diesen Ortschaften gibt es eine Ortsverwaltung, quasi ein Rathaus vor Ort, dessen Leiter der Ortsvorsteher ist.
Zu allen Stadtteilen und zur Kernstadt gehören noch viele räumlich getrennte Wohnplätze mit eigenen Namen, die oft wenige Einwohner haben oder Wohngebiete, deren Bezeichnungen sich im Laufe der Bebauung ergeben haben und deren Grenzen meist nicht genau festgelegt sind.
Am 1. Oktober 2023 wurde den Ortsteilen Karsee, Leupolz, Neuravensburg, Niederwangen und Schomburg die offizielle Zusatzbezeichnung „Erholungsort“ und den Ortsteilen Wangen im Allgäu und Deuchelried die offizielle Zusatzbezeichnung „Luftkurort“ verliehen.

### Raumplanung
Wangen im Allgäu ist ein Mittelzentrum innerhalb der Region Bodensee-Oberschwaben, dessen Oberzentren die Städte Ravensburg, Weingarten und Friedrichshafen (in Funktionsergänzung) sind. Der Mittelbereich Wangen umfasst den südöstlichen Bereich des Landkreises Ravensburg, die Gemeinden Achberg, Amtzell, Argenbühl, Kißlegg und die Stadt Wangen. Darüber hinaus gibt es Verflechtungen mit den Gemeinden im angrenzenden Landkreis Lindau in Bayern.

### Schutzgebiete
Innerhalb des Stadtgebiets sind derzeit zehn Naturschutzgebiete (Argen, Bimisdorfer Mösle, Gießenmoos, Hangquellmoor Bachholz, Hangquellmoor Epplings, Karbachmoos, Krottental-Karbach, Neuravensburger Weiher, Rotasweiher-Degermoos und Teufelssee) sowie sieben Landschaftsschutzgebiete (unter anderem Jungmoränenlandschaft zwischen Amtzell und Vogt und Karbachtal) ausgewiesen.
Zudem liegen in Wangen mehrere Teilgebiete der FFH-Gebiete Feuchtgebiete bei Waldburg und Kißlegg, Untere Argen und Seitentäler und Obere Argen und Seitentäler sowie das Vogelschutzgebiet Schwarzensee und Kolbenmoos.

## Geschichte

### Wangen im Mittelalter
Die Besiedlung Wangens geht vermutlich auf eine alemannische oder fränkische Siedlung aus der Zeit nach der Unterwerfung der Alemannen durch Frankenkönig Chlodwig I. (um 496) zurück. Der Ort wurde erstmals in einer Urkunde des Klosters St. Gallen im Jahr 815 als Wangun erwähnt (siehe Wang). Der freie Alemanne Hadubert schenkte damals dem fränkischen Reichskloster ein Bauerngut und einen Wald. Bereits 770 war die Ortschaft Hatzenweiler als Haddinwilare erstmals erwähnt worden, als ein Hadupert, dessen Verwandtschaft mit dem Hadubert der Schenkung von 815 unklar ist, und seine Mutter Teotrada Hatzenweiler dem Kloster St. Gallen überließen. Im 10. Jahrhundert wurden die hiesigen Besitztümer des Klosters durch Schenkungen, Kauf und Tausch stark erweitert und in Wangen entstand bis zum 12. Jahrhundert im Niederdorf ein Kellhof zur Verwaltung der Liegenschaften. Dazu bestand ein Maierhof; wie lange diese Höfe zusammen existierten, ist unbekannt. Ab dem 13. Jahrhundert bestand das Amt des Werkmeisters (magister operum), der für die Aufsicht über das Bauwesen zuständig war und Aufgaben des Maiers übernahm.
1123 wurde für den Abt Manegold von Böttstein-Mammern die Burg Praßberg gebaut, mit der er die sankt-gallische Macht über die Gebiete nördlich des Bodensees festigen wollte, die auch der zuvor in einem sankt-gallischen Machtkampf unterlegene Heinrich von Twiel beherrschen wollte.
Der Abt von St. Gallen errichtete vermutlich in der zweiten Hälfte des 12. Jahrhunderts außerhalb des Niederdorfs einen Markt, um den freie Kaufleute und Handwerker angesiedelt wurden und der den Mittelpunkt der späteren Oberstadt bildete, die bis zum 13. Jahrhundert mit Toren verschlossen und mit Mauer oder Wall und Graben umgeben wurde.
Wann die erste Kirche an Stelle der heutigen katholischen Stadtpfarrkirche St. Martin, Gallus und Magnus entstand, ist nicht genau bekannt, vermutet wird ein Zeitraum zwischen dem 8. Jahrhundert und 820. Ein Pfarrer wurde erstmals urkundlich 1182 erwähnt.
Die weltliche Schutzvogtei über den Klosterort lag im Hochmittelalter bei den Staufern. Im Zeitraum 1210–1230 wurde vermutlich der Stadtmauerring erbaut, gesichert ist ihre Existenz ab der Mitte des 13. Jahrhunderts. Errichtet wurden aus Argenkieseln sechs bis acht Meter hohe und ein Meter dicke Mauern, darauf ein gedeckter Wehrgang. Dabei wurden auch die vier Stadttore, nämlich das Pfaffentor (Ratloch), das Sweglartor (Lindauer Tor), Kimpflertor (Ravensburger Tor) und das Schmiedgassertor (Leutkircher Tor, abgerissen um 1842), errichtet. König Friedrich II. bestimmte in einer Urkunde 1217, dass die Schutzherrschaft von Wangen für immer in königlicher Hand bleiben sollte. Wangen hatte zu dieser Zeit offenbar bereits Stadtrechte. Gemäß dem Reichssteuerverzeichnis von 1241 betrug die jährliche Steuer Wangens an den König 10 Mark Silber, der größte Zahler, Frankfurt am Main, hatte fünfundzwanzig mal so viel zu zahlen. 1241 wurde die Reichsvogtei Wangen unter Konrad IV. an Schenk Rudolf von Tanne verpfändet, 1267, während der königslosen Zeit, an Berchtold von Falkenstein, Sankt-Galler Abt, weiterverpfändet, was die Wangener allerdings keineswegs widerspruchslos hinnahmen.

### Reichsstadt Wangen
Ab dem 15. Oktober 1281 unter Rudolf von Habsburg stand Wangen wieder unter königlicher Vogtei, am 10. Januar 1286 wurde es zur Reichsstadt erhoben. Das Symbol des Adlers für das staufische und das Symbol der Lilie für das fränkische Kaisertum verdeutlichen im Wappen der Stadt noch diesen Status.
In Wangen treffen sich die Straßen von Ravensburg, Lindau, Leutkirch und Isny. Der sich entwickelnde Fernhandel über die Alpen – anfangs durch die Große Ravensburger Handelsgesellschaft, später durch Welser und Fugger – förderte im Spätmittelalter die Entwicklung der Stadt. Um 1400 war innerhalb der bestehenden Grenzen keine bauliche Entwicklung mehr möglich. Daher ummauerte man die zwischen Stadtmauer und Argen gelegene und als Baind bezeichnete landwirtschaftlich genutzte Sonderflur als Unterstadt.
Innerhalb der Reichsstadt gewannen bereits im 14. Jahrhundert die Zünfte großen Einfluss. Die Herstellung und der Export vor allem von Sensen und Leinwand sorgten für eine ansehnliche Außenhandelsbilanz. Die Stadt erwarb während ihrer Blütezeit ein beachtliches Landgebiet außerhalb der Stadtmauern, das bis an das Ufer des Bodensees reichte und ihr dauerhafte und nachhaltige Einnahmen unabhängig von den Schwankungen des Handels sicherte.
Wangen schloss sich 1349 dem Schwäbischen Städtebund an, 1362 außerdem dem Bund der Seestädte (Seebund), der auch nach Auflösung des Städtebunds 1379 Bestand hatte und im Juli 1389 Truchsess Johannes II. von Waldburg gefangen nahm, nachdem dieser vergeblich versucht hatte, die Stadt einzunehmen. Zur Erinnerung an den Überfall und zum Dank für die Errettung aus der Gefahr wurde bis 1803 jährlich am 1. Januar eine Prozession um die Stadt abgehalten. Im 15. Jahrhundert war Wangen mit dem Seebund in eine Reihe weiterer Kriege und Fehden verwickelt, u. a. den Appenzeller Krieg (1401–1404) und die Städtekämpfe gegen Herzog Friedrich von Österreich (1415) und Graf Ulrich von Württemberg (1449).
1470 wurde der Seebund erneuert, doch bereits 1477 stellte sich Wangen per Vertrag unter den Schirm der Stadt St. Gallen. Unter Androhung der Reichsacht durch Kaiser Friedrich III. musste Wangen das Bündnis mit St. Gallen jedoch schon 1488 aufkündigen und sich dem bis 1534 bestehenden Schwäbischen Bund anschließen.

### Wangen in der frühen Neuzeit
1552 löste Kaiser Karl V. die Zünfte auf und gab der Stadt eine neue Rats- und Gerichtsverfassung mit aller Macht für das Patriziat der Stadt.

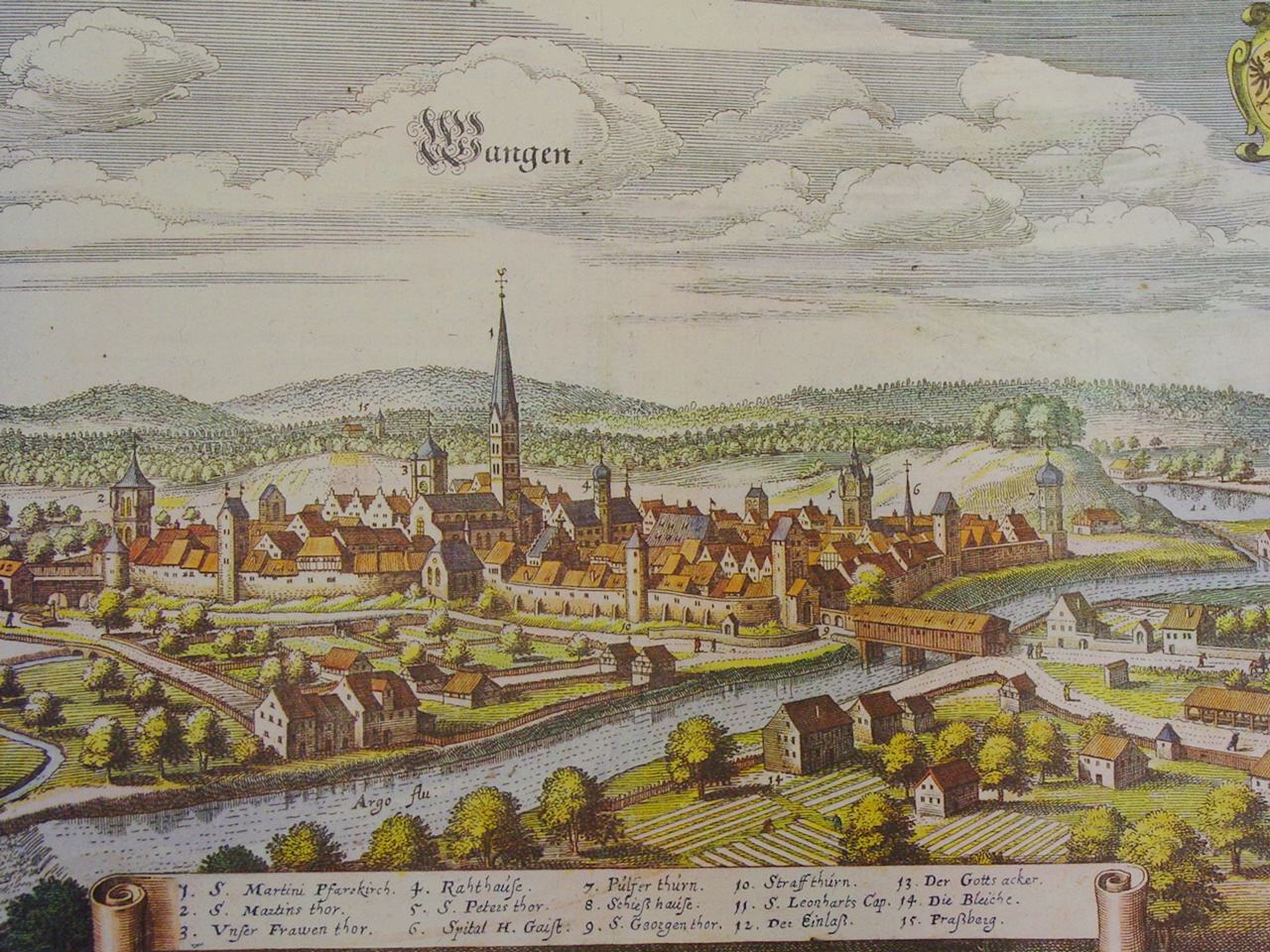
Wangen im 17. Jahrhundert (Stich von Matthäus Merian)

Im Dreißigjährigen Krieg hatte Wangen ab 1622 unter Truppendurchzügen und Einquartierungen zu leiden, ab 1628 herrschte die Pest. Nach 1631 flüchtete bei mehreren schwedischen Überfällen ein Großteil der Einwohner vorübergehend nach Bregenz. Nachdem die Schweden 1634 aus der Gegend abgezogen waren, verursachte 1635 und 1636 abermals die Pest viele Todesfälle. 1646 und 1647 kam es erneut zu Kampfhandlungen und Plünderungen in Wangen.
Bis Ende des 18. Jahrhunderts (teilweise bis zum Ende des Alten Reiches 1806) gehörten etliche Ortsteile der heutigen Stadt zu Vorderösterreich (Landvogtei Schwaben, Grafschaft Montfort, näheres dazu im Abschnitt zur Geschichte der Stadtteile). Neuravensburg war bis ins 18. Jahrhundert Verwaltungssitz sämtlicher Besitzungen des Klosters St. Gallen nördlich des Bodensees.

### Wangen nach der Mediatisierung
Im Rahmen der Mediatisierung verlor Wangen 1803 den Status einer Reichsstadt und wurde zunächst Teil des Kurfürstentums Bayern (siehe Landgericht Wangen). Nach dem Grenzberichtigungsvertrag von 1810 zwischen dem Königreich Bayern und dem Königreich Württemberg wurde Wangen Sitz des gleichnamigen württembergischen Oberamts.
1880 bekam Wangen mit dem Bau der Bahnstrecke von Kißlegg und der Eröffnung des Bahnhofs Anschluss an das Streckennetz der Württembergischen Eisenbahn.
Anfang der 1930er Jahre war Wangen den Wahlergebnissen zufolge eine Hochburg der katholischen Zentrumspartei. Der 1932 mit 95 % wiedergewählte Bürgermeister Fritz Geray und die örtliche Tageszeitung Argen-Bote traten der gegen die jüdische Einwohnerschaft gerichteten Propaganda der ab Ende der 1920er Jahre öffentlich in Erscheinung tretenden NSDAP-Ortsgruppe entgegen. Gegen diese Widerstände gelang es den Nationalsozialisten nach ihrer Machtübernahme in Berlin, im Jahresverlauf 1933 mit Hilfe der Gleichschaltung Bürgermeisteramt und Gemeinderatsmehrheit zu übernehmen und die Tagespresse unter ihre Kontrolle zu bringen. Oppositionelle wurden ins Konzentrationslager Heuberg verbracht.
Die 1933 aus 11 bis 14 Personen bestehende jüdische Bevölkerung Wangens emigrierte in den Folgejahren bis nach den Novemberpogromen 1938 bis auf zwei Personen.
1934 wurde das Oberamt Wangen in Kreis Wangen umbenannt und 1938 im Zuge der Verwaltungsreform während der NS-Zeit in Württemberg zum erweiterten Landkreis Wangen umgeformt.
1936 wurde der Stadtname amtlich mit Wangen im Allgäu festgelegt.
Im November 1944 wurde in Wangen ein Volkssturmbataillon aufgestellt. Dieses bekam im April 1945 den Befehl, gemeinsam mit Wehrmacht-Einheiten die Wangener Gegend entlang der nordwestlich von Wangen verlaufenden Unteren Argen zu verteidigen.
Im April 1945 bezogen der Reichsstatthalter von Württemberg, Wilhelm Murr, und andere hohe Funktionäre von NSDAP, SS und Gestapo mit ihrem Gefolge auf der Flucht vor der heranrückenden Kampffront in und um Wangen Quartier. Deren Anwesenheit wird zugeschrieben, dass Volkssturm und Wehrmacht trotz Erkennens der militärischen Aussichtslosigkeit und trotz Bitten von Landrat Hermann Röger die Verteidigung vorbereiteten und dabei auch mehrere Brücken sprengten, jedoch auch die Sprengung einiger Brücken hintertreiben konnten.
Am 28. April flüchtete der Großteil der NS-Funktionäre aus Wangen.
Am 29. April meldeten sich französische Truppen aus dem südwestlich gelegenen Niederwangen telefonisch im Wangener Rathaus und verlangten die Übergabe der Stadt. Dies veranlasste den Wehrmacht-Kommandeur zu desertieren, und Wangen wurde am selben Tag kampflos übergeben.
Nach dem Zweiten Weltkrieg fiel die Stadt in die Französische Besatzungszone und kam somit 1947 zum neu gegründeten Land Württemberg-Hohenzollern, welches 1952 im Land Baden-Württemberg aufging.
Der Landkreis Wangen (Kfz-Kennzeichen WG) bestand bis zu dessen Auflösung und Eingliederung in den Landkreis Ravensburg am 1. Januar 1973. Wangen wurde von der Landesregierung Baden-Württemberg gleichzeitig zur Großen Kreisstadt erhoben, da die Einwohnerzahl die Grenze von 20.000 überschritten hatte.
Zu Pfingsten des Jahres 1999 überflutete nach über 50 Jahren erstmals wieder Hochwasser Teile der Unterstadt und die östlichen argennahen Stadtteile. Anschließend wurde mit staatlichen Fördermitteln ein landschaftsverträgliches Hochwasserschutzprogramm umgesetzt. Als Wangen 2005 erneut von der Oberen Argen überflutet wurde, haben sich die Hochwasserschutzmaßnahmen bewährt.

### Geschichte der Stadtteile

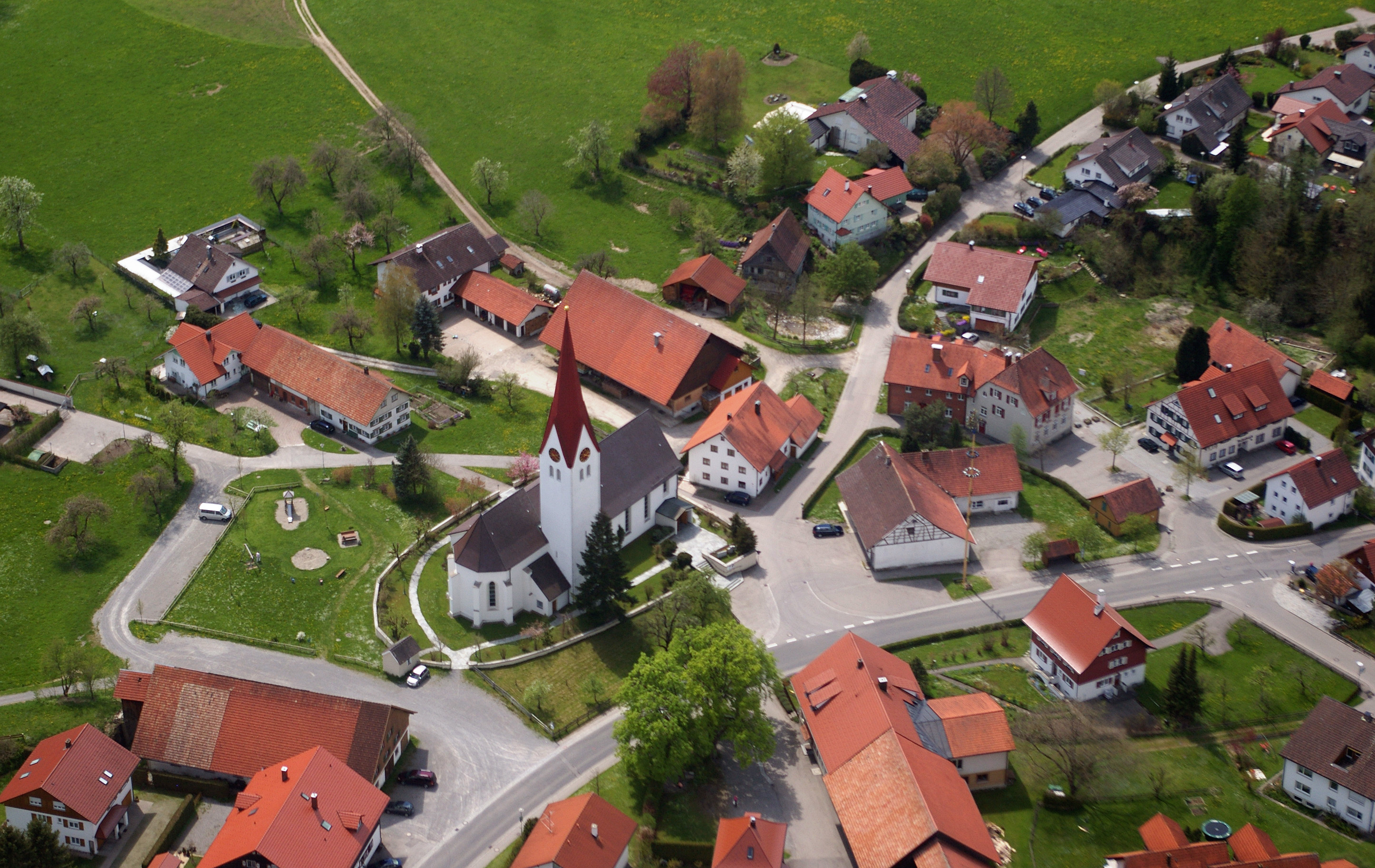
Kirche Deuchelried

- Deuchelried wurde 1307 als Tihtlerriet erstmals erwähnt. Es war im Besitz des Klosters St. Gallen. Später hatte das Kloster Salem Besitz. Ab dem 14. Jahrhundert erwarb die Reichsstadt Wangen Zug um Zug das Gebiet und führte es als Gerichtsbezirk Deuchelried. Die Hohe Gerichtsbarkeit konnte Wangen jedoch erst 1767 vollständig erlangen. Zuvor gehörten Teile des Gebiets noch zu verschiedenen Herrschaften. Im 18. Jahrhundert war der Ort überwiegend im Besitz von Bauern. 1802 kam das Gebiet mit Wangen an Bayern und 1810 an Württemberg. 1820 wurde aus dem Gerichtsbezirk Deuchelried die gleichnamige Gemeinde innerhalb des Oberamts Wangen.
siehe auch Burg Oflings, Ruine Praßberg.

- Karsee wurde 1275 als Carse erstmals erwähnt. 1289 kaufte das Kloster Weingarten Güter in Karsee, die seinerzeit Lehen von Graf Rudolf von Montfort waren. Das Kloster bildete dort ein Amt Karsee und besaß die Niedere Gerichtsbarkeit. Die Hohe Gerichtsbarkeit lag bei der Landvogtei Schwaben. 1802 kam das Amt Karsee mit Weingarten an Nassau-Oranien und 1806 an Württemberg. Karsee gehörte dann mit seinem Umland zur Gemeinde Vogt im Oberamt Wangen. 1952 wurde das Dorf Karsee mit einigen Weilern der Gemeinde Vogt sowie einigen Weilern der benachbarten Gemeinde Amtzell, die bis 1933 die Gemeinde Eggenreute bildeten, zur eigenständigen Gemeinde im Landkreis Wangen erhoben. Im Einzelnen umfasste die Gemeinde Karsee von der Gemeinde Vogt die Wohnplätze Abraham, Aich, Baumann, Blaser, Bommen, Edengut, Endersen, Grub, Haag, Hartmannsberg, Karsee, Karsee-Berg, Kehlismoos, King, Oberholz, Riefen, Schweinberg, Spiegelhaus, Steißen, Unterholz, Untersteig und Zeihers sowie von der Gemeinde Amtzell die Wohnplätze Albishaus, Böschlishaus, Brenner, Edenhaus, Eggenreute (bis 1933 mit einigen umliegenden Weilern selbständige Gemeinde), Eggerts, Englisweiler, Felbers, Hochberg, Kohlhaus, Luß, Niederlehen, Oberhalden, Oberhof, Oberwies, Ruzenweiler, Siggenhaus, Sommers und Unteregg.

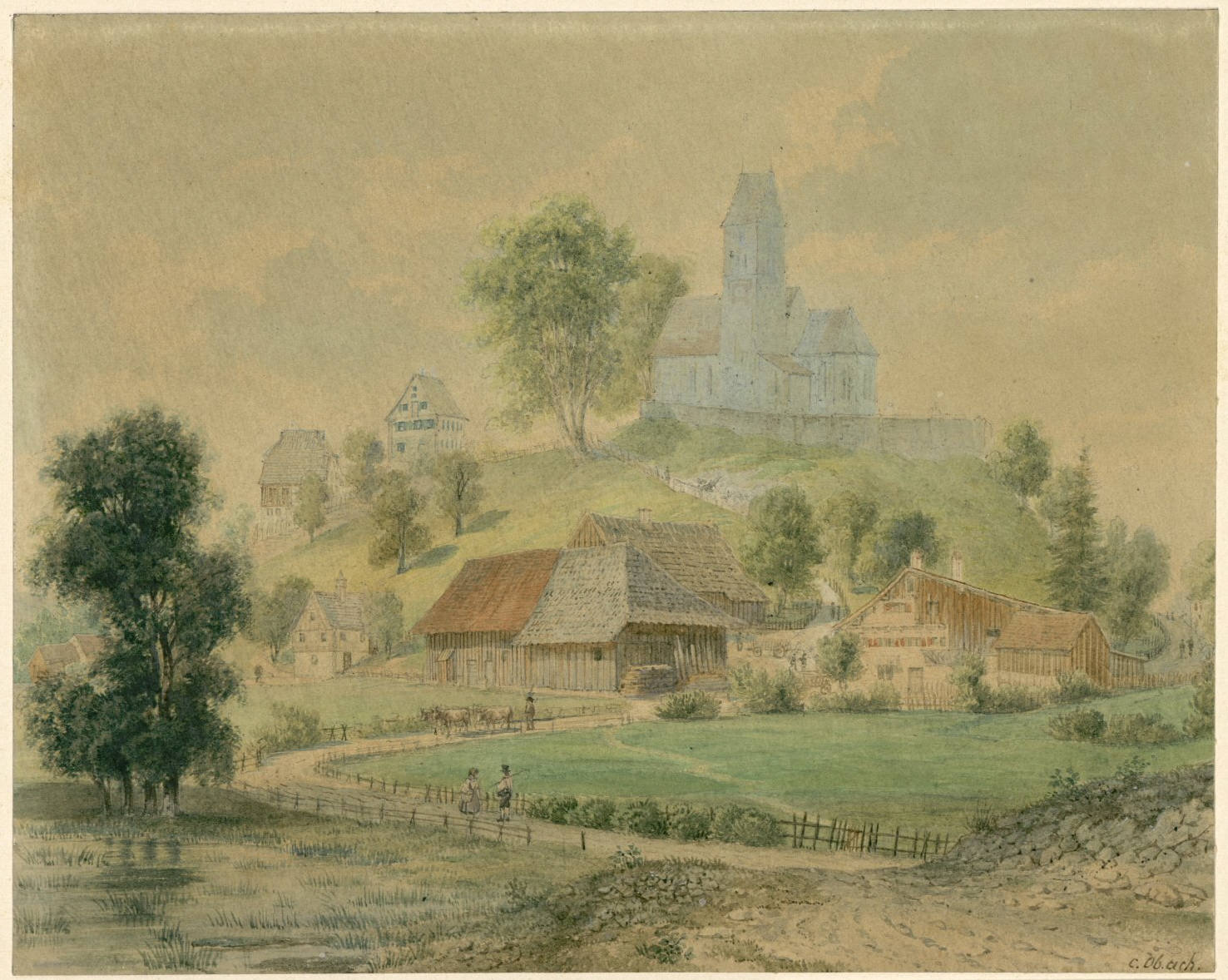
Leupolz um 1840

- Leupolz wurde 1229 erstmals als Lvpoltes erwähnt, doch gab es im 8./9. Jahrhundert bereits Herren von Lupoltes als Ministerialen des Klosters St. Gallen. 1411 wurde die Herrschaft Leupolz mit der Herrschaft Praßberg vereinigt. Die Nachfahren der Herren von Leupolz bzw. Praßberg verkauften das Gebiet 1721 an die Freiherren von Westernach, die es 1749 an die Truchsessen von Waldburg veräußerten. Seither gehörte das Gebiet zur Vogtei Kißlegg. Die Hohe Gerichtsbarkeit lag bei der Landvogtei Schwaben. 1806 kam das Gebiet an Württemberg. Es bestanden zunächst zwei Gemeinden, Leupolz und Praßberg, die 1819 zur Gemeinde Praßberg vereinigt wurden. Diese wurde 1883 in Leupolz umbenannt. Beide Siedlungen gehörten mit ihrem Umland zum Oberamt Wangen. Bei der Eingemeindung in die Stadt Wangen 1974 wurden die Wohnplätze Bayums, Becken, Bertlings, Bietenweiler, Hub, Reute, Ried und Siggen nach Kißlegg umgemeindet.
siehe auch Burg Leupolz

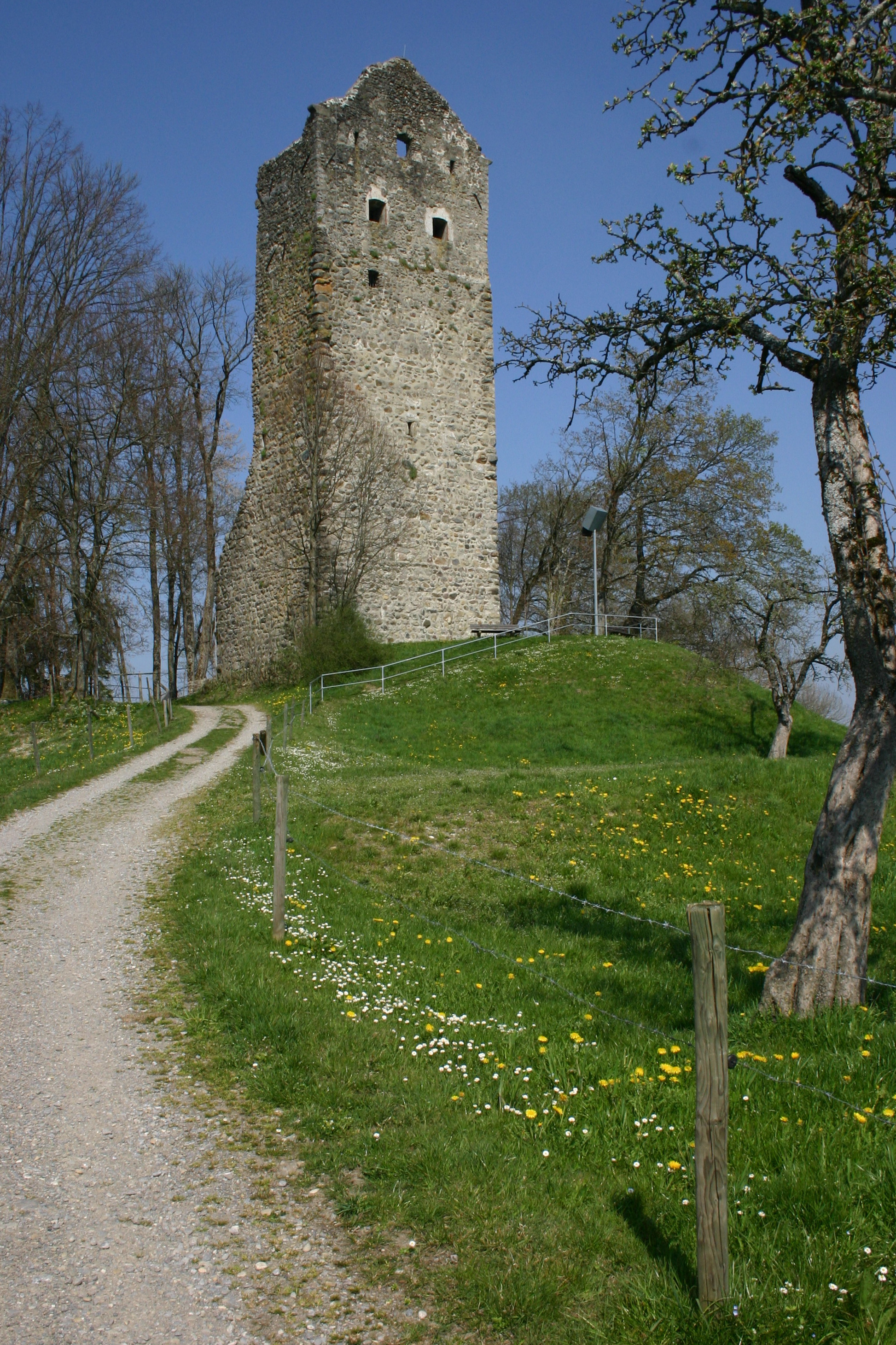
Burgruine Neuravensburg

- Neuravensburg wurde 1271 als Nuwen Ravenspurg erstmals erwähnt. Es bestand eine frühmittelalterliche Burganlage, die Burg Neuravensburg, die 1525 zerstört und 1614/17 wieder aufgebaut wurde. 1836/40 wurde sie teilweise wieder abgebrochen, heute besteht sie nur noch als Ruine. Am Fuße der Burg wurde im 13. Jahrhundert eine Stadt angelegt, die 1272 zerstört wurde. Seit 1432 tauchte die Siedlung nur noch als Flecken auf. Die Herrschaft über Burg und Ort lag in den Händen von Ministerialen von Ravensburg, die der Burg und dem Ort wohl den Namen gaben. Um 1270 fiel der Ort an das Kloster St. Gallen, die ihn an verschiedene Herrschaften verpfändeten, zuletzt 1586 an die Stadt Wangen. 1608 erwarb das Kloster St. Gallen Neuravensburg wieder zurück. 1699 bis 1772 war der Ort an die Grafen von Montfort-Tettnang verpfändet. Ende des 18. Jahrhunderts verödete das Gebiet und kam 1803 an den Fürsten von Dietrichstein und 1806 an Württemberg. 1810 wurde es zu einer Gemeinde im Oberamt Wangen.

- Niederwangen wurde 856 als Nidironwangun erstmals erwähnt. Das Gemeindegebiet war eine Hauptmannschaft der Reichsstadt Wangen, welche die Hohe und Niedere Gerichtsbarkeit von den Grafen von Montfort-Tettnang erlangte. Die Herrschaftsrechte über den Ort Niederwangen (inkl. Kirchenlehen) erwarb die Reichsstadt 1431 als Nellenburger Lehen. 1465 fiel die Landgrafschaft Nellenburg an Habsburg. Fortan verlieh das Haus Österreich das Lehen an die Stadt.[16] Die Weiler im Norden und Westen der Hauptmannschaft blieben bis 1700 in der Hohen Gerichtsbarkeit der Grafen von Montfort-Tettnang. Danach überließen diese der Stadt die Hochgerichtsbarkeit als Pfand.[17] 1802 fiel Niederwangen an Bayern und 1810 an Württemberg. 1819 entstand die Gemeinde Niederwangen im Oberamt Wangen.

- Schomburg wurde 1229 als Scowenburc erstmals erwähnt. Es war Mittelpunkt der gleichnamigen Ritterherrschaft. Die Lehnshoheit lag beim Kloster St. Gallen, teilweise auch bei den Grafen von Montfort-Tettnang. Anfang des 14. Jahrhunderts gelangte die Herrschaft an die Grafen, 1408 an die Lindauer Familie Siber, 1515 an die Augsburger Familie Rem, 1549 an die Humpis-von-Waltrams-Pfaffenweiler, 1638 an die Herren von Freyberg. Nach 1659 oblag die Herrschaft den Grafen von Montfort-Tettnang, welche die Burg 1754 zu ihrer Sommerresidenz ausbauten. Im Zuge des Konkursverfahrens mussten die Grafen ihre Güter samt der Herrschaft Schomburg 1779 an das Haus Habsburg abtreten.[18] 1836 wurde die Burg abgebrochen, der Rest brannte 1899 ab. Nach 1770 war Schomburg fast ganz verödet, lediglich Primisweiler und Haslach bestanden noch als Siedlungen. Mit der Grafschaft Tettnang ging das Gebiet 1805 an Bayern und 1810 an Württemberg, wo es als Gemeinde Schomburg zunächst zum Oberamt Tettnang gehörte. Erst 1938 kam die Gemeinde zum Landkreis Wangen. Damals wurden auch einige Weiler der Nachbargemeinde Neukirch (Engelitz, Hagmühle, Haslachmühle, Lochmühle, Pflegelberg) nach Schomburg eingegliedert.

### Eingemeindungen
In die Stadt Wangen im Allgäu wurden folgende Gemeinden eingegliedert.
- 1. Februar 1972: Deuchelried, Niederwangen und Schomburg (mit Haslach und Primisweiler)[19]
- 1. Mai 1972: Karsee und Neuravensburg[19]
- 1. Juni 1973: Leupolz[20]

### Einwohnerentwicklung
Einwohnerzahlen nach dem jeweiligen Gebietsstand. Die Zahlen sind Volkszählungsergebnisse (¹) oder amtliche Fortschreibungen der jeweiligen Statistischen Ämter (nur Hauptwohnsitze).
| Jahr / Datum       | Einwohner |
| ------------------ | --------- |
| 1300               | ca. 700   |
| 1450               | ca. 1.400 |
| 1522               | ca. 1.500 |
| 1794               | 1.450     |
| 1823               | 1.308     |
| 1855               | 1.926     |
| 1. Dezember 1871 ¹ | 2.357     |
| 1. Dezember 1880 ¹ | 2.873     |
| 1. Dezember 1900 ¹ | 3.848     |
| 1. Dezember 1910 ¹ | 4.831     |
| 16. Juni 1925 ¹    | 5.837     |
| 16. Juni 1933 ¹    | 7.005     |
| 17. Mai 1939 ¹     | 8.045     |

| Datum                | Einwohner |
| -------------------- | --------- |
| 13. September 1950 ¹ | 10.526    |
| 6. Juni 1961 ¹       | 13.317    |
| 27. Mai 1970 ¹       | 14.561    |
| 31. Dezember 1975    | 23.127    |
| 31. Dezember 1980    | 23.259    |
| 25. Mai 1987 ¹       | 23.588    |
| 31. Dezember 1990    | 24.589    |
| 31. Dezember 1995    | 25.721    |
| 31. Dezember 2000    | 26.254    |
| 30. Dezember 2005    | 27.108    |
| 31. Dezember 2010    | 27.461    |
| 9. Mai 2011 ¹        | 26.169    |
| 31. Dezember 2015    | 27.093    |
| 31. Dezember 2020    | 26.927    |

¹ Volkszählungsergebnis

## Religionen

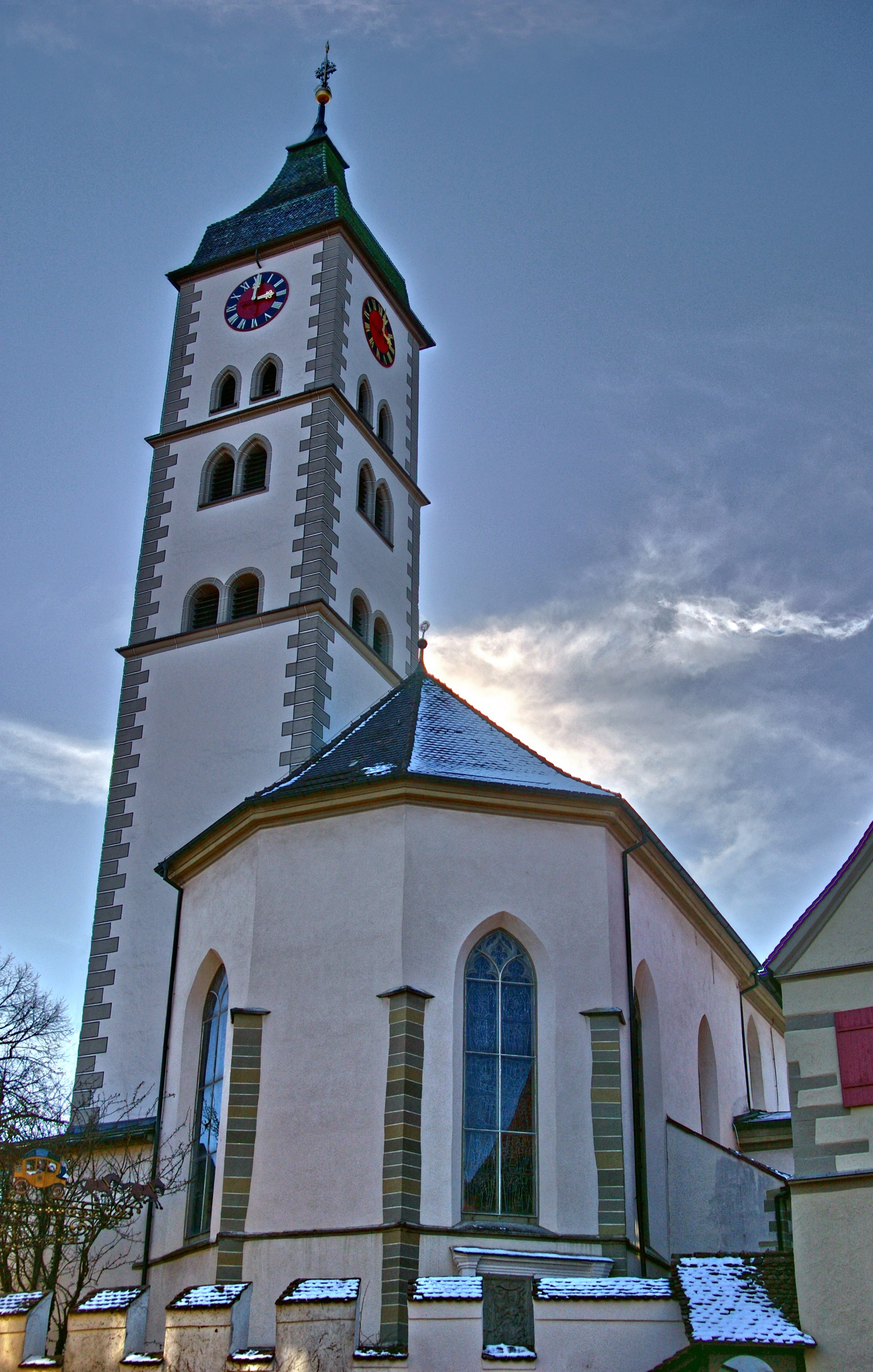
Pfarrkirche St. Martin

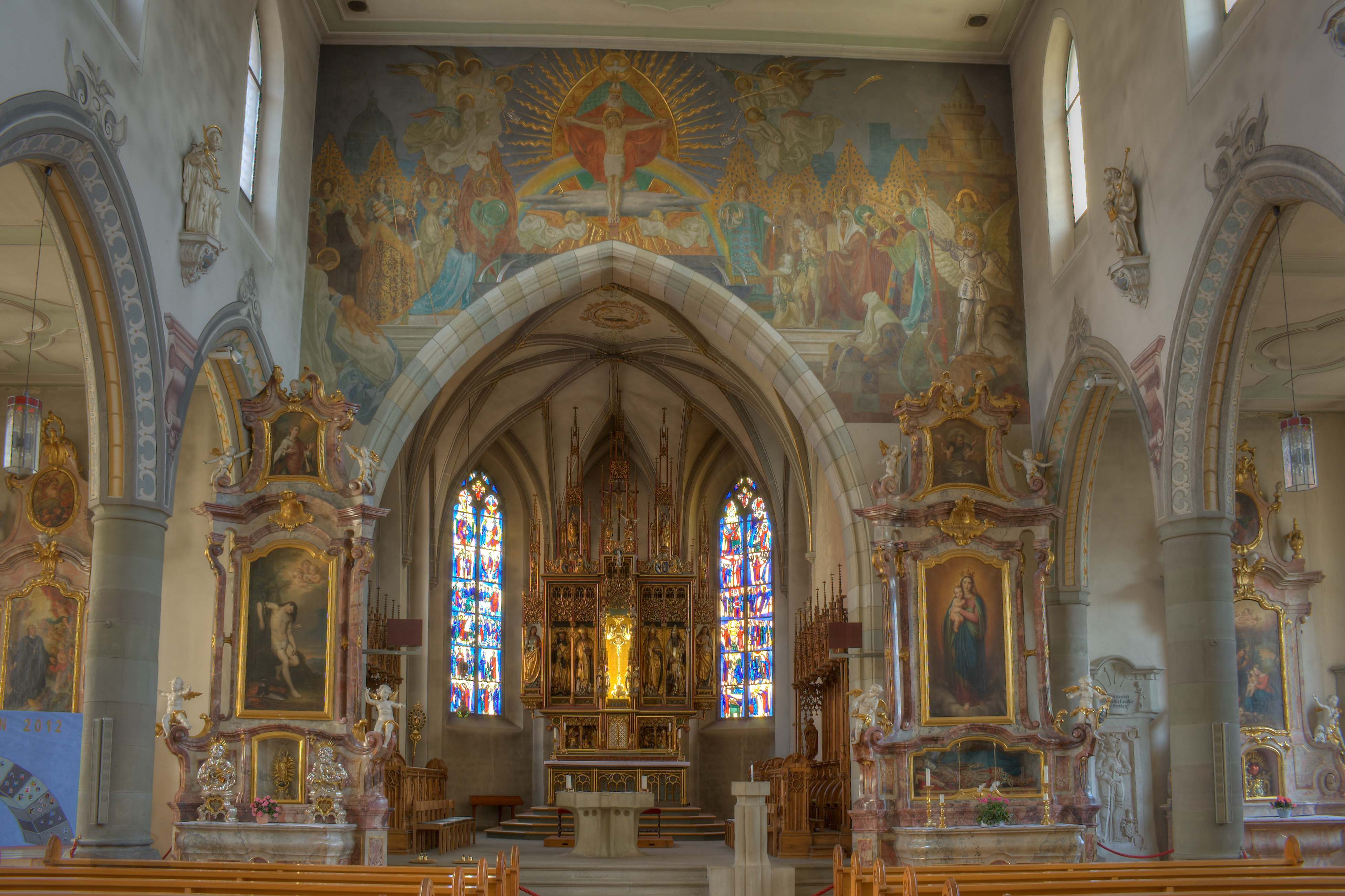
Schiff mit gotischem Chor der Kirche St. Martin

Das Gebiet der heutigen Stadt Wangen gehörte zunächst zum Bistum Konstanz und war dem Archidiakonat Allgäu Landkapitel Lindau unterstellt. Kirche und Pfarrei St. Martin wurden bereits 1182 erwähnt. Sie gehörten dem Kloster St. Gallen, Kaplaneien und Messpfründe wurden gestiftet. Die Reformation hatte nur vorübergehenden Einfluss, so dass Wangen über viele Jahrhunderte eine katholische Stadt blieb. Das frühere, im 19. Jahrhundert gegründete Dekanat Wangen wurde zu einem neuen, fast ganz Oberschwaben umfassenden Dekanat, dem Dekanat Allgäu-Oberschwaben, zusammengelegt. Die heutige Pfarrkirche St. Martin wurde im 14. Jahrhundert erbaut, der Chor stammt von 1386, der Turm ist spätromanisch. Im Turm hängen sechs Glocken aus dem 20. bzw. 21. Jahrhundert. Die älteste, das sogenannte Ulrichsglöcklein (h´) stammt aus dem Jahr 1931, in dem Wangen sieben neue Glocken anschaffte. Sechs mussten zu Kriegszwecken eingeschmolzen werden. Fünf neue Glocken (gis′ – fis′ – e′ – cis′ – A°) stammen von der Glockengießerei Johann Hahn aus Landshut und wurden 1950 gegossen. Die Glocken tragen die Namen Magnus, Martin, Peter und Paul, Maria und Christkönig. Die Marienglocke zersprang 2002 wegen Überlastung. Sie wurde 2005 durch eine von Christian Bachert gegossene Glocke mit gleichem Schlagton ersetzt, die sich gut in das Geläute einfügt. Die alte Marienglocke wurde als Friedenszeichen vor dem Hauptportal aufgestellt. Das weithin hörbare Vollgeläute ist das größte der Umgebung.
Zur Kirchengemeinde St. Martin gehört auch die 1719/21 erbaute Spitalkirche des ehemaligen Spitals zum Heiligen Geist und die St.-Rochus-Kapelle von 1593 auf dem Friedhof. Eine Kapelle gab es im Spital bereits seit 1446. Ab 1640 gab es vor den Toren der Stadt ein Schutzengelkapuzinerkloster. Die Mönche wohnten zunächst im Hinderofenhaus, bis sie 1657 ihr eigenes Klostergebäude erhielten. 1803 bzw. 1829 wurde das Kloster aufgehoben. Die zugehörige Kirche St. Fidelis von 1655 ist profaniert. Auf dem neuen Friedhof steht die 1613/17 erbaute und im 18. und 19. Jahrhundert erweiterte St.-Wolfgang-Kapelle, die als Leichenhalle benutzt wird.
Die katholische Gemeinde St. Martin Wangen gehörte noch bis 1802 zum Bistum Konstanz. Später wurde sie dem Ordinariat Ellwangen unterstellt, aus dem 1821/27 das neu gegründete Bistum Rottenburg (heute Rottenburg-Stuttgart) hervorging. Nach dem Zweiten Weltkrieg entstand eine zweite Gemeinde im Stadtteil Waltersbühl, St. Ulrich, mit einer 1959 erbauten Kirche. Weitere katholische Kirchengemeinden gibt es in den Stadtteilen mit St. Petrus in Deuchelried (Chor der Kirche von 1465/67 mit älterem Turm und neuem Schiff von 1965/66; seit 1728 Pfarrvikariat und seit 1823 Pfarrei), St. Stephanus in Haslach (erbaut im 17. Jahrhundert, Erneuerung im 18. Jahrhundert; Pfarrei bereits im 13. Jahrhundert erwähnt), St. Kilian in Karsee (schon seit dem 13. Jahrhundert Pfarrei), St. Laurentius in Leupolz (erbaut 1400 mit Schiff von 1600, Pfarrei bereits 1275 erwähnt), St. Andreas in Niederwangen (erbaut 1444 mit Erweiterungen des 16. Jahrhunderts; Pfarrei bereits 1244 erwähnt), St. Clemens in Primisweiler (erbaut im 17. Jahrhundert, 1831 erweitert), St. Gallus in Roggenzell (erbaut 1841 mit altem Turm der Spätgotik) und St. Felix und Regula in Schwarzenbach (Kirche von 1959; alte Kirche schon 1275 erwähnt).

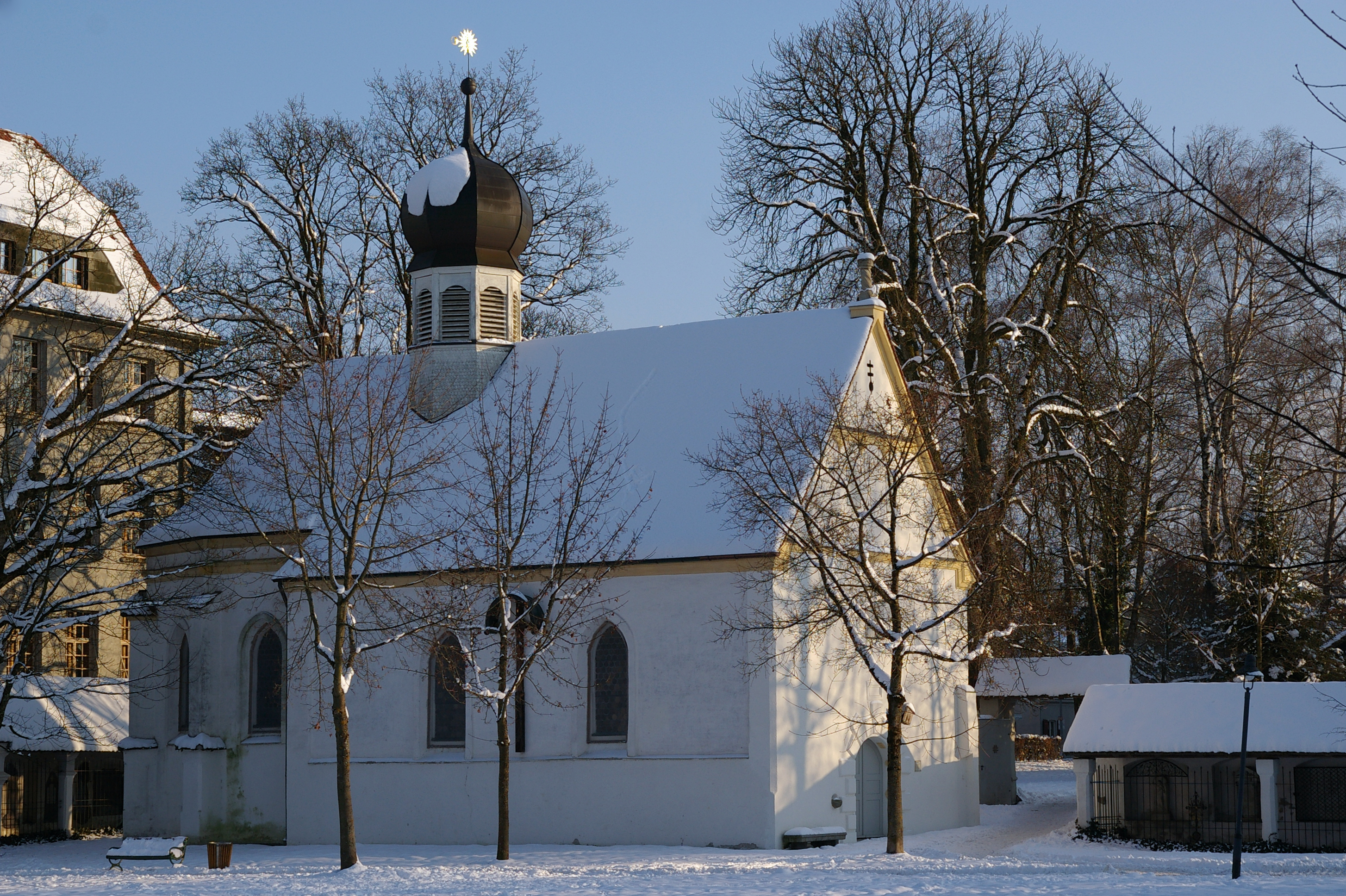
St.-Rochus-Kapelle

Ferner gibt es in einigen Stadtteilen Wangens noch weitere katholische Filialkirchen oder Kapellen, z. B. St. Nikolaus in Untermooweiler (erbaut 1312 und 1695 umgebaut), die romanische Kapelle St. Konrad in Hiltensweiler sowie St. Nikolaus in Sattel (im 18. Jahrhundert umgebaut).
Die katholischen Kirchengemeinden St. Martin Wangen, St. Ulrich Wangen, St. Petrus Deuchelried, St. Kilian Karsee, St. Laurentius Leupolz und St. Andreas Niederwangen gehören zur Seelsorgeeinheit Wangen, die Kirchengemeinden St. Stephanus Haslach, St. Clemens Primisweiler, St. Gallus Roggenzell und St. Felix und Regula Schwarzenbach gehören zur Seelsorgeeinheit An der Argen.
Im 19. Jahrhundert zogen auch evangelische Christen nach Wangen. 1850 wurde eine ständige Pfarrverweserei eingerichtet. Die Gemeinde versammelte sich zunächst in einem Betsaal im ehemaligen Kapuzinerkloster. 1888 wurde eine eigene Pfarrei eingerichtet und 1893 wurde die eigene Kirche eingeweiht. Die Gemeinde gehört seit ihrer Gründung zur Evangelischen Landeskirche in Württemberg und ist dem Dekanat bzw. Kirchenbezirk Ravensburg angegliedert. 1960 wurde in Amtzell eine Kirche mit Gemeindesaal in Eigenleistung erbaut, 1963 erhielt die Evangelische Kirchengemeinde Wangen ein Gemeindezentrum im Stadtteil Wittwais. Zur Kirchengemeinde Wangen gehören auch alle Protestanten der Wangener Stadtteile.
Neben den beiden großen Kirchen gibt es in Wangen auch Gemeinden, die zu Freikirchen gehören, darunter eine Evangelisch-methodistische Gemeinde und die Christliche Gemeinde Wangen e. V. Auch die Neuapostolische Kirche und die Christengemeinschaft sind in Wangen vertreten.
Des Weiteren befindet sich in Wangen auch eine Moschee, die im Jahr 2019 ausgebaut wurde. Durch den stetigen Zuzug von Muslimen aus aller Welt weist die Stadt Wangen mittlerweile einen stark wachsenden muslimischen Bevölkerungsanteil auf.

## Politik

### Gemeinderat
Die Kommunalwahl am 9. Juni 2024 führte zu folgendem Ergebnis:

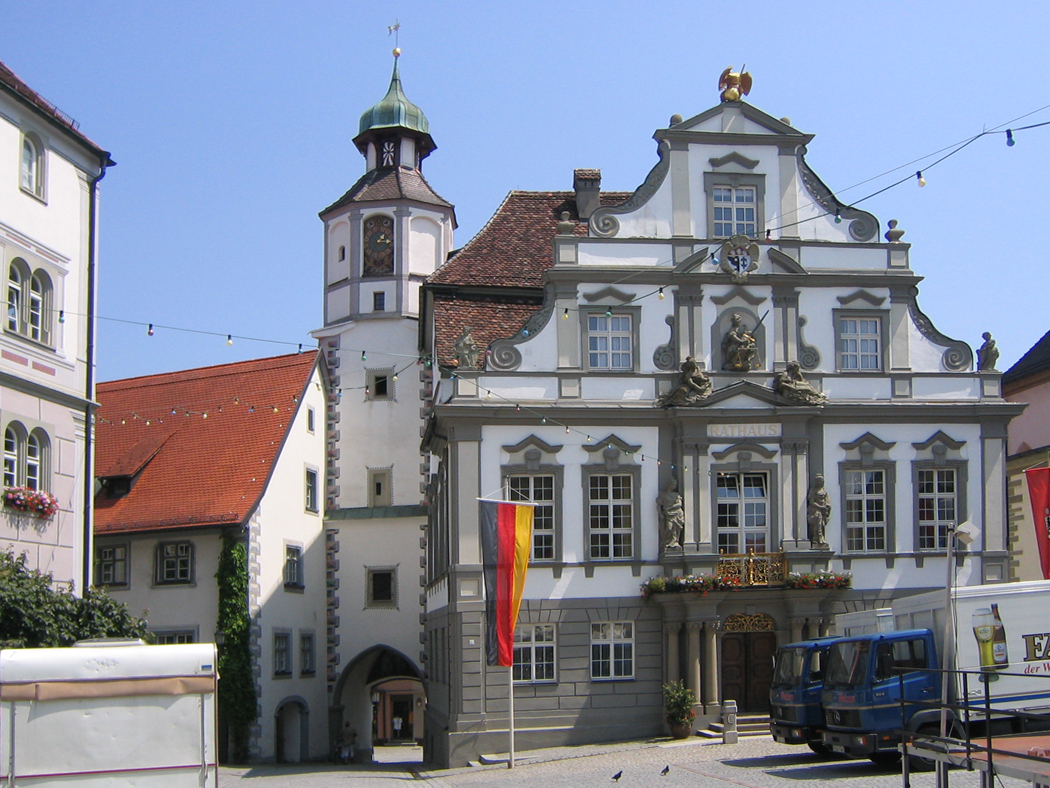
Rathaus von Wangen im Allgäu

| Kommunalwahl in Wangen 2024Wahlbeteiligung: 60,6 % (2019: 61,0 %) %403020100 35,0 %27,4 %23,3 %9,7 %4,6 % CDUFWGOL/ GRÜNESPDFDPGewinne und Verlusteim Vergleich zu 2019 %p 6 4 2 0 −2 −4 −6 −8−0,9 %p+6,0 %p−7,4 %p−1,8 %p+0,1 %pCDUFWGOL/ GRÜNESPDFDP | Sitzverteilung ab 2024 im Gemeinderat von WangenInsgesamt 40 Sitze - SPD: 4 - GOL: 9 - FDP: 2 - FW: 11 - CDU: 14 |

### Bürgermeister
An der Spitze der Stadt Wangen standen im 14. Jahrhundert der vom König bzw. von der Abtei St. Gallen eingesetzte Amtmann und der Rat (erstmals 1306 bezeugt). Um 1350 wurde die Zunftverfassung eingeführt. Danach gab es einen Bürgermeister, der ab 1384 dem Amtmann untergeordnet war. Seit 1551 gab es wieder eine neue Verfassung mit drei Bürgermeistern, zwei geheimen Räten und 13 Ratsherren.
1803 wurde die bayerische und ab 1810 die württembergische Verwaltung eingesetzt. Danach gab es einen Stadtschultheiß und den Rat. Seit 1935 wurde aus dem Stadtschultheiß der Bürgermeister, der seit der Erhebung zur Großen Kreisstadt 1973 die Amtsbezeichnung Oberbürgermeister trägt. Heute wird der Oberbürgermeister für eine Amtszeit von 8 Jahren gewählt. Er ist Vorsitzender des Gemeinderats und Leiter der Stadtverwaltung. Der Oberbürgermeister hat einen Beigeordneten als hauptamtlichen Stellvertreter, der die Amtsbezeichnung „Bürgermeister“ trägt. Daneben gibt es ehrenamtliche Stellvertreter aus der Mitte des Gemeinderats.
Die Bürgermeister bzw. Oberbürgermeister seit 1804:
- 1804–1810: Franz Josef von Bentele
- 1811–1819: Mathias Tschugg
- 1819–1826: Rudolf Salis
- 1826–1829: Martin Schnitzer
- 1829–1847: Christian Nepomuk Weber
- 1847–1859: Leopold Wocher
- 1860–1894: Jacob Trenkle
- 1894–1922: Rudolf Trenkle
- 1922–1933: Friedrich „Fritz“ Geray
- 1933: Gottlob Pfeiffer, kommissarisch
- 1933–1939: Friedrich Wilhelm Erbacher
- 1939: Heinrich Fischer, kommissarisch
- 1939–1942: Carl Speidel, in Vertretung von Heinrich Fischer
- 1942–1945: Max Steinegger, kommissarisch
- 1945: Karl Geiger, kommissarisch
- 1945: Franz Büchele, kommissarisch
- 1945: Josef Max Kraus, kommissarisch
- 1945–1968: Wilhelm Uhl
- 1968–2001: Jörg Leist
- Seit 2001: Michael Lang

### Wappen und Flagge

#### Wappen
| Wappen der Stadt Wangen im Allgäu | Blasonierung: „Unter rotem Schildhaupt, darin drei linksgewendete bartlose silberne (weiße) Männerköpfe nebeneinander, gespalten, vorne in Silber (Weiß) ein halber, rot bewehrter und rot bezungter schwarzer Adler am Spalt, hinten in Silber (Weiß) eine blaue Lilie.“ |
| Wappen der Stadt Wangen im Allgäu | Wappenbegründung: Schon das für das Jahr 1312 nachgewiesene früheste Siegel der Stadt enthält sämtliche Motive des Stadtwappens. Die drei Wangen sollen auf den Namen hinweisen und das Wappen redend machen. Der Adler bezieht sich auf die Reichsunmittelbarkeit, während es sich bei der Lilie vielleicht um ein Zeichen des Gerichts- und Friedensbannes handelt. In den seit 1507 belegten farbigen Darstellungen des Wappens steht der Reichsadler im silbernen Feld. Nach allerlei Abwandlungen und Vereinfachungen setzte sich dieses Wappen seit dem 18. Jahrhundert in der jetzt gebräuchlichen Form durch. |

Wappen der eingemeindeten Gemeinden

Deuchelried
Karsee
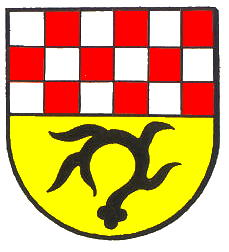
Leupolz
Neuravensburg
Niederwangen
Schomburg

#### Flagge
Die Stadtflagge ist rot-weiß.

### Städtepartnerschaften
Wangen unterhält seit 1980 mit La Garenne-Colombes in Frankreich und seit 1988 mit Prato in Italien eine Städtepartnerschaft.

## Kultur und Sehenswürdigkeiten

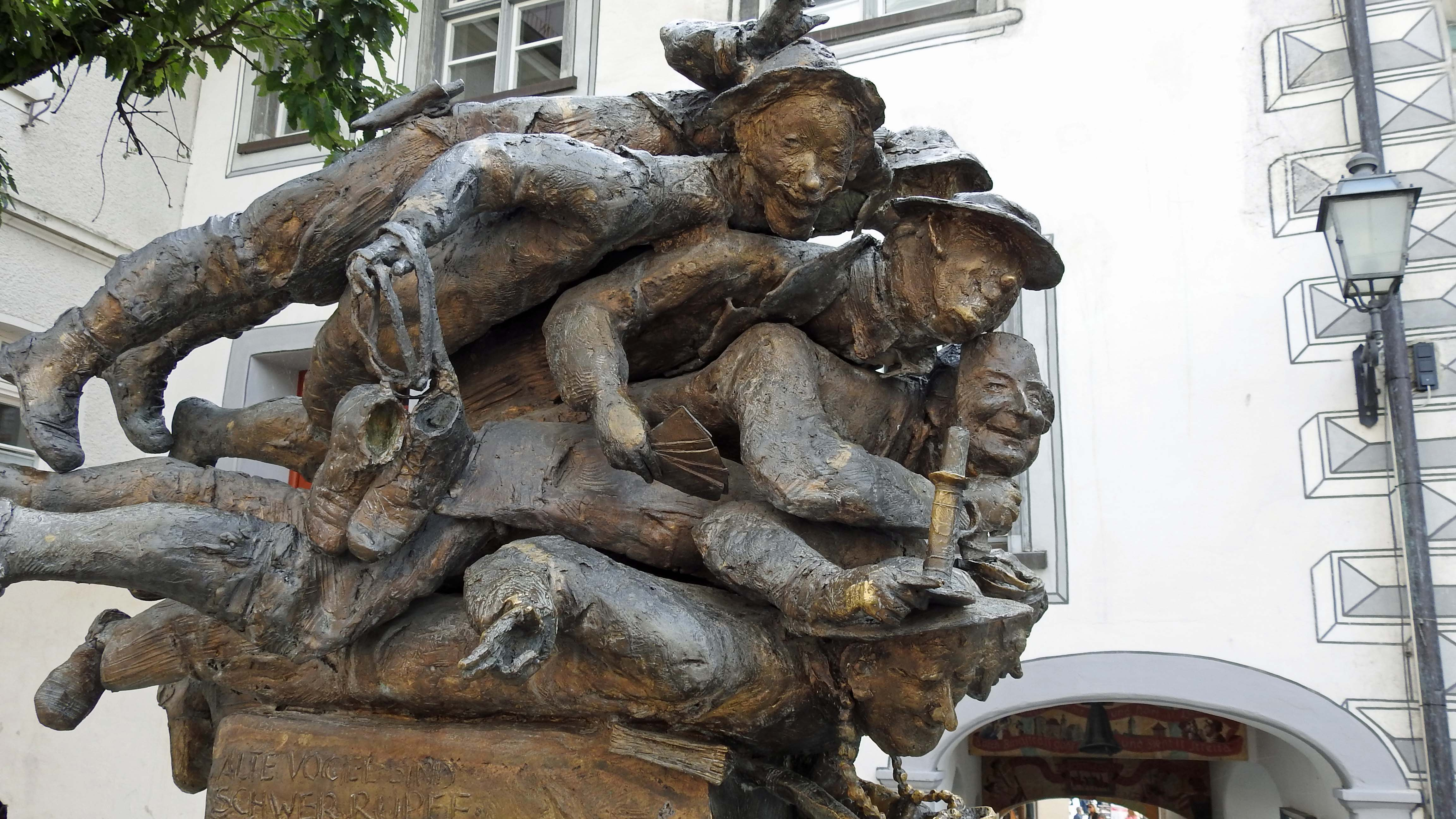
Die verdruckten Allgäuer

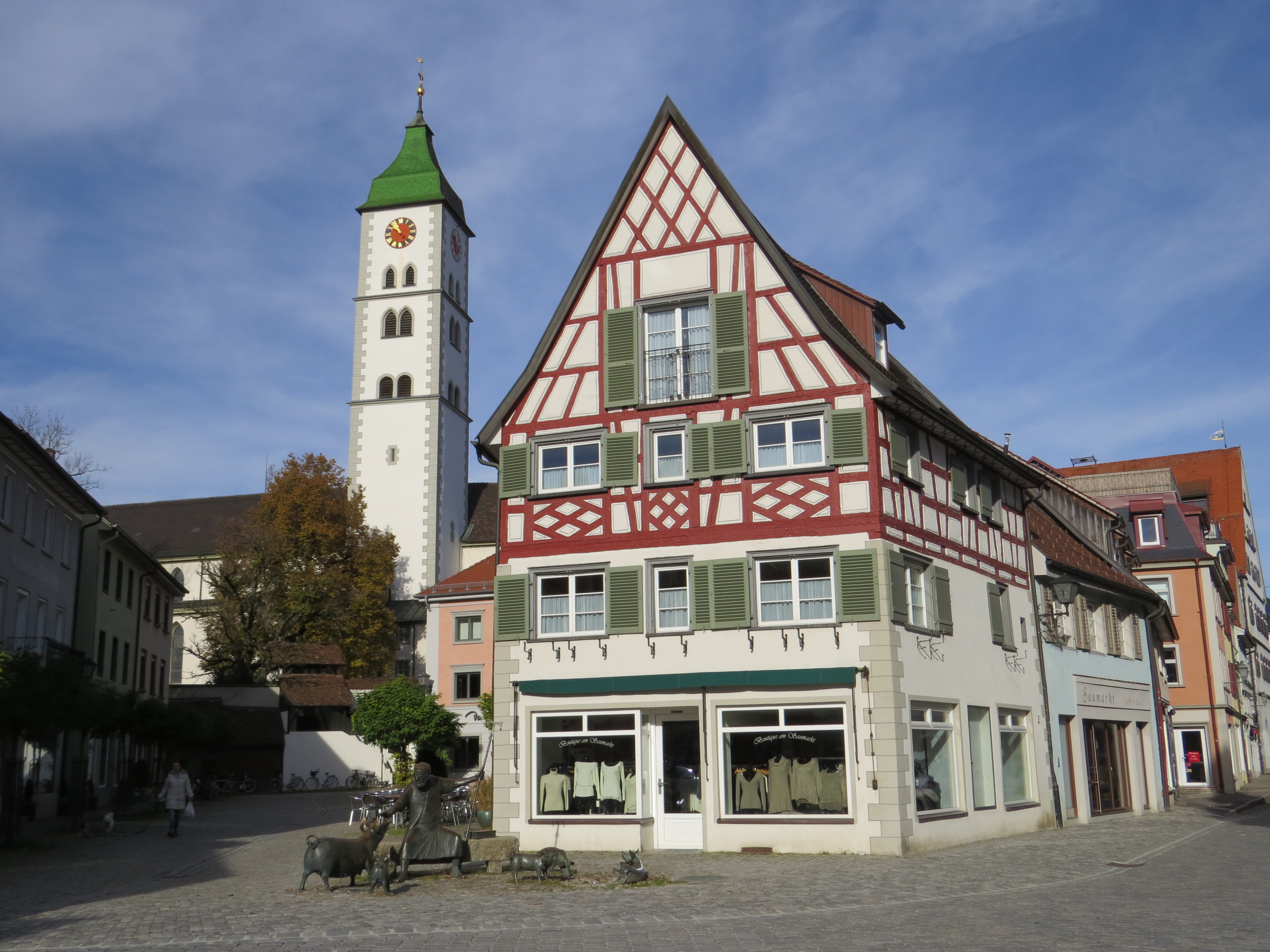
Am Saumarkt

Trotz der Stadtbrände von 1539, 1793 und 1858, denen jeweils ganze Straßenzüge zum Opfer fielen, bildet die Altstadt ein malerisches, geschlossenes Ensemble mit Gebäuden vom frühen Mittelalter bis zum späten Barock.

### Museen
Das Heimatmuseum in der Eselmühle wurde 1974 in einer 1969 von der Stadt erworbenen ehemaligen Mühle eröffnet. Das Museum zeigt „hinter dem laufenden Mühlrad“ originale Einrichtungen der traditionsreichen Mahlmühle. Es beherbergt ferner eine Sammlung zur Geschichte der Stadt Wangen, eine Sammlung Mechanischer Musikinstrumente, ein Käsereimuseum, ein Museum zur Fasnacht in Wangen, das Deutsche Eichendorff-Museum mit Gustav-Freytag-Museum und ein Druckerei-Museum.

### Theater
Für kulturelle Veranstaltungen gibt es die Hägeschmiede mit einem Mehrzwecksaal für Kleinkunstprogramme und einem Tanzsaal für Ballett sowie die Stadthalle Wangen für Konzerte, Theater, Versammlungen, Vorträge, Tanzbälle und anderes. Seit 2011 finden in Wangen jährlich wiederkehrende Theater-Festspiele statt, die vom Verein „Festspiele Wangen e. V.“ organisiert werden.

### Wangener Gespräche
Seit 1951 veranstaltet die Stadt jährlich in Verbindung mit dem Wangener Kreis und der Stiftung Kulturwerk Schlesien Ende September die Wangener Gespräche. Sie sind Ausdruck der Zusammenarbeit zwischen ehemals Vertriebenen und Einheimischen, des „Miteinanders von geistig regsamen, künstlerisch sensiblen Schwaben und Schlesiern“, wie der Verein schreibt. Sie wollen das Kennenlernen der östlichen Nachbarvölker fördern und Impulse geben für das kulturelle Leben Deutschlands. Im Rahmen dieser Tagungen wird alljährlich der Eichendorff-Literaturpreis verliehen.

### Bauwerke

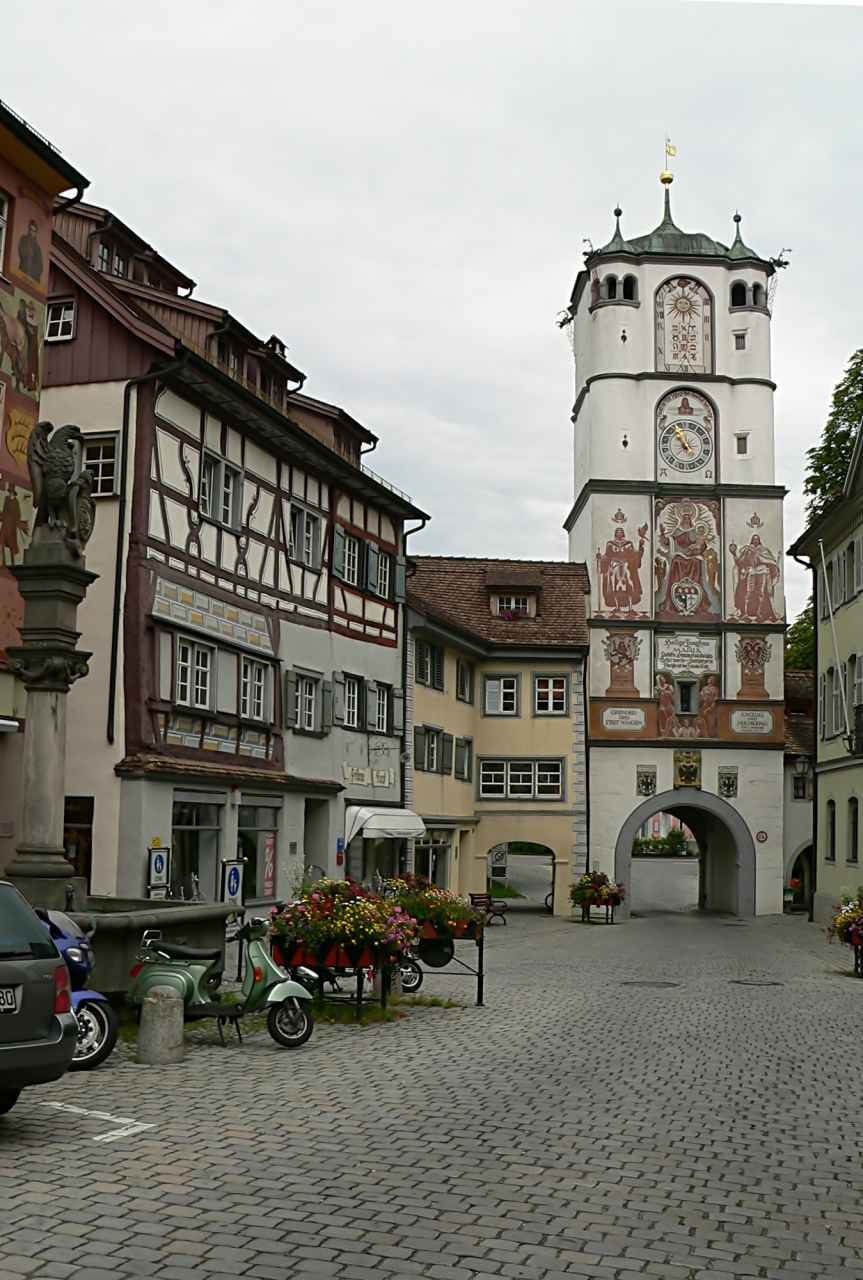
Ravensburger Tor

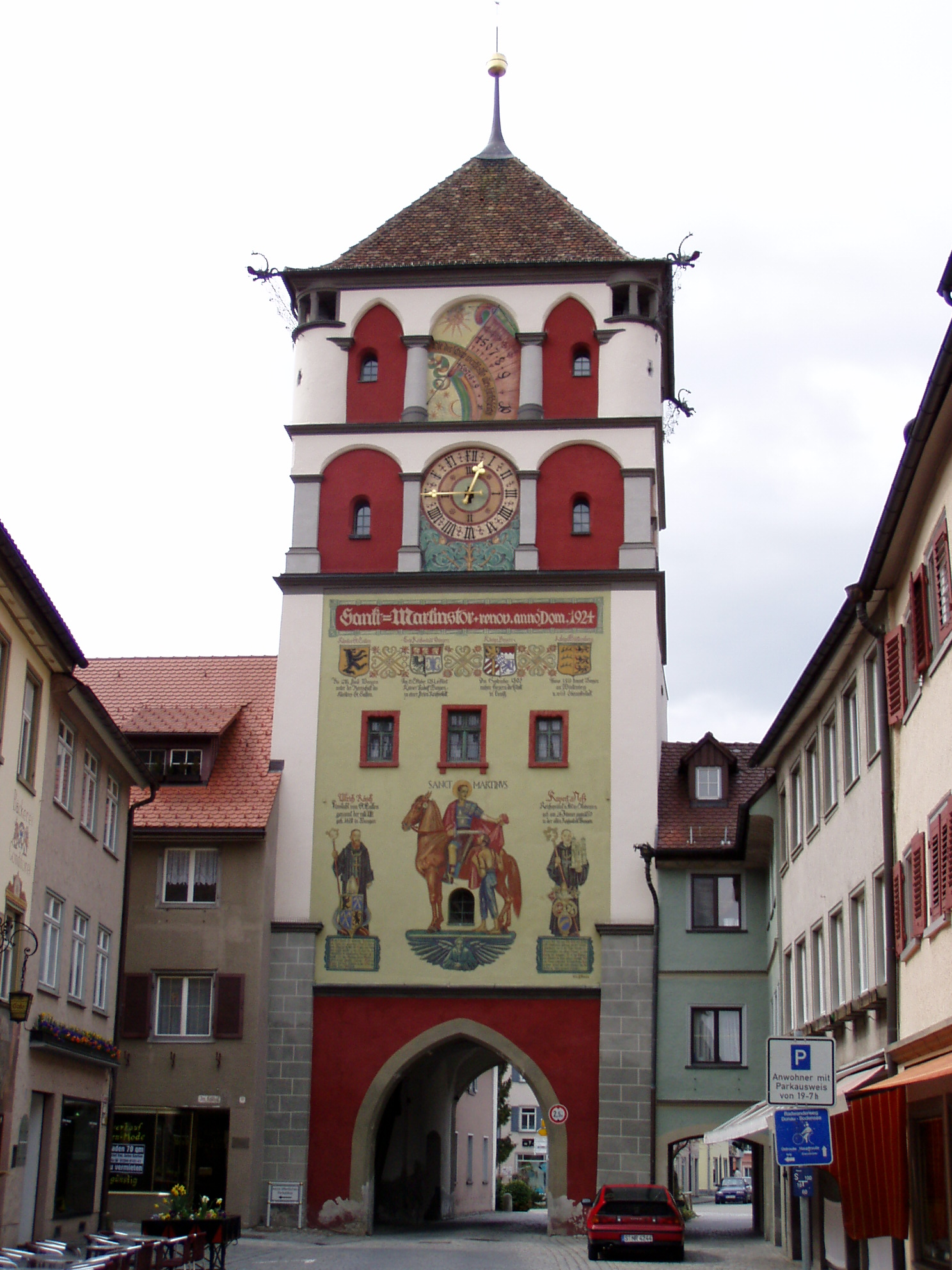
Martinstor

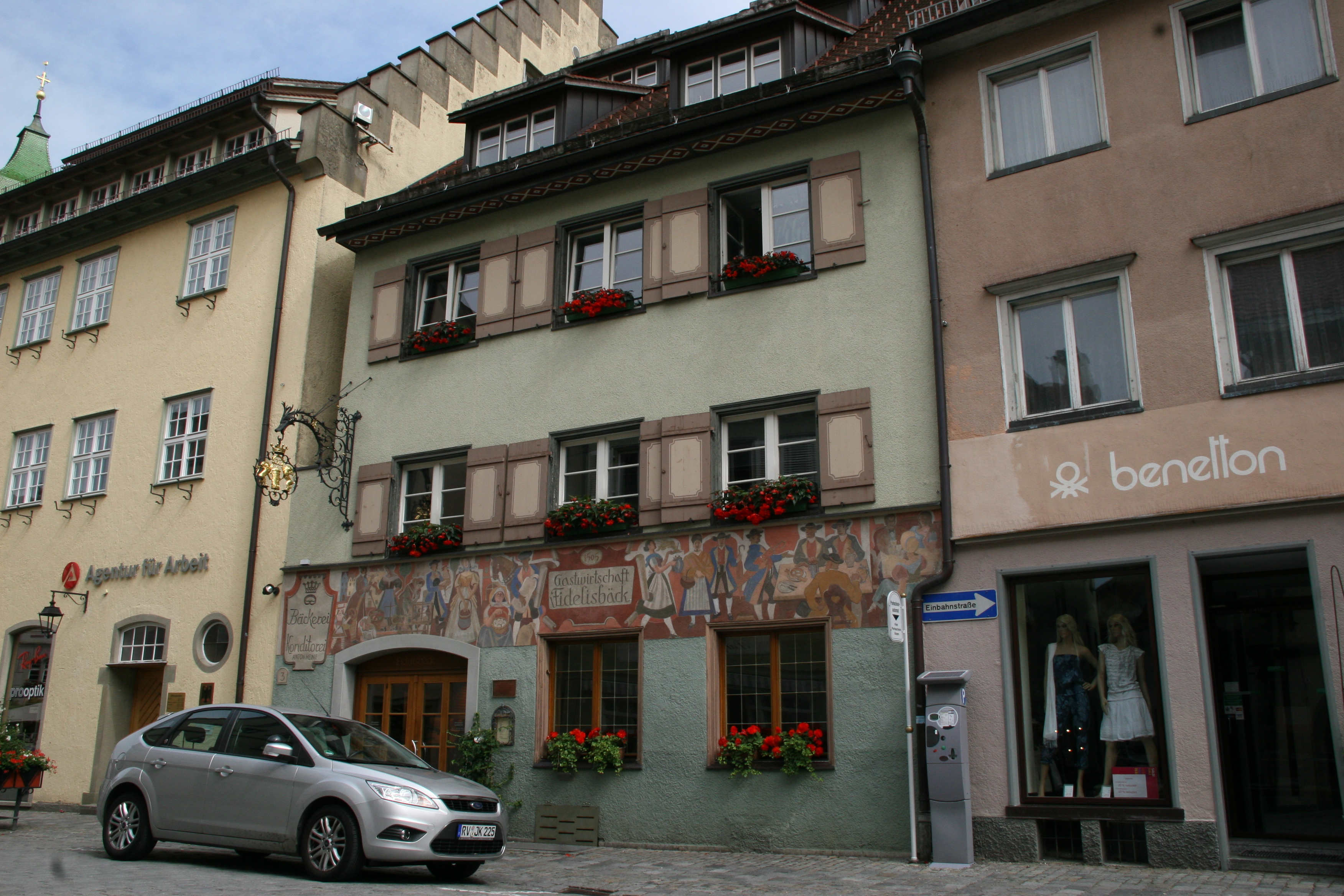
Fidelisbäck

Die Stadtpfarrkirche St. Martin gehört zu den ältesten Baudenkmälern der Stadt. Schon im 9. Jahrhundert stand an dieser Stelle eine (wenn auch kleinere) Kirche, die im Laufe der Jahrhunderte mehrere Aus- und Umbauten erfuhr. Der Kirchturm ist bis zur Glockenstube in unregelmäßigen romanischen Findlingssteinen gemauert. Auch die östliche Giebelwand des Mittelschiffs geht in die Zeit des romanischen Baustils zurück. Um 1386 entstand der gotische Chor. Die Kirchenschiffe bekamen im 15. Jahrhundert ihre heutige Form, Umbauten erfolgten im 17., 18., 19. und 20. Jahrhundert.
Zu den weiteren Kirchen im Stadtgebiet vgl. Abschnitt Religionen.
Am Ende der Herrenstraße steht das Frauentor, heute auch Ravensburger Tor genannt, das Wahrzeichen der Stadt. Das 1472 erstmals erwähnte, vermutlich ältere Tor erhielt seine heutige Form im Jahr 1608. Der Bau zeigt ein einheitliches Renaissancegepräge mit charakteristischen Ecktürmchen.
Weitere Reste der Stadtbefestigung sind das Martinstor bzw. Lindauer Tor, welches den Zugang zum ältesten Teil der Oberstadt markiert und der im 14. Jahrhundert erstellte Pfaffenturm.
Das Rathaus wurde im 15./16. Jahrhundert (Teile davon früher) erbaut und 1719/21 barock umgebaut.
Sehenswert ist auch der Fidelisbäck, eine über 500 Jahre alte Bäckerei mit angeschlossener Gaststube, vor allem wegen der umfangreichen Fassadenmalereien von Toni Schönecker.
Zwei Häuser weiter ist „der Walfisch“ zu finden, eine auch traditionelle Weinstube, heute Kaffeehaus. Die Darstellung der Jonah-Geschichte über dem Erdgeschoss sorgte in schon barocker Zeit für den Hausnamen.
Eine Besonderheit der Stadt sind die vielen Brunnen, die zum Teil in den letzten Jahren mit oftmals augenzwinkernden Skulpturen erweitert und verschönert worden sind.
Weiter sehenswert sind:
Haus Sigerist (Herrenstraße 15) als gotischer Treppengiebelbau.
Ritterhaus (Herrenstraße, heute Stadtkasse) – ein Werk des Klassizismus von Franz Anton Bagnato.
Kornhaus – heute Stadtbücherei und Bauamt.
Ein für Open-Air-Veranstaltungen geeigneter Platz findet sich an der Stadtmauer neben der im 16. Jahrhundert errichteten Eselsmühle.
Die Skulptur eines Stöckelschuhs aus Messing, der – verlassen unter dem Gewölbe des Pfaffentors – mit dem Absatz stecken geblieben scheint, stellt das geflügelte Wort dar: „In Wangen bleibt man hangen.“ So schön ist es dort.

### Vereinsleben
Die MTG Wangen wurde im Jahr 1849 als „Turnverein Wangen“ gegründet, der seit 1887 Männerturngemeinde Wangen heißt. Der Verein hat heute über 3.400 Mitglieder. Die Handballabteilung ist die größte Abteilung innerhalb der MTG. In der Saison 2007/08 gelang der Herrenmannschaft der Aufstieg in die Oberliga Baden-Württemberg. Spielstätte ist die Argenhalle.
Ein gewichtiges sportliches Wort in Württemberg hat der FC Wangen zu sprechen. 1905 gegründet, mehrfach wieder belebt, ist er seit dem Krieg kaum mehr aus dem sportlichen Geschehen wegzudenken. 1968 scheiterte der Verein als Württembergischer Meister knapp am Aufstieg in Liga zwei. Aktuell spielt der FCW in der höchsten württembergischen Klasse, der Verbandsliga – heute 6. Klasse.
Die 1913 gegründete Rad-Union Wangen zählt ebenso zu den Traditionsvereinen Wangens. Das im Jahr 2013 zum 80sten Mal durchgeführte Rad-Kriterium Goldenes Rad ist damit das älteste Rad-Kriterium Deutschlands. Zum 100-jährigen Vereinsjubiläum veranstaltete der Bund Deutscher Radfahrer 2013 gemeinsam mit der Rad-Union Wangen die deutschen Meisterschaften Straße in und um Wangen.
Einer der erfolgreichsten Tennisvereine Baden-Württembergs und einer der ältesten Vereine der Region ist der 1903 gegründete Tennisclub Wangen. Zu den erfolgreichsten Spielern, die aus dem Verein hervorgegangen sind, zählen Martin Wetzel (spielte 2008 in der 2. Bundesliga), Carolin Wetzel, Lisa Klarmann, Clemens Hübner sowie Nico Huber.
Das Jugendzentrum Tonne wurde 1971 gegründet, am 19. Januar 1972 eröffnet und am 12. Februar 1972 in das Vereinsregister der Stadt Wangen eingetragen. Es gehört zu den ältesten Jugendzentren Deutschlands. Die Tonne befindet sich in den Kellerräumen und dem ersten Stock des Gebäudes der ehem. Realschule in der Lindauer Straße 2 (dort wurden bis dahin noch Akten aus dem Ersten und Zweiten Weltkrieg gelagert).
Die erste Gründung der DLRG-Ortsgruppe erfolgte im Jahr 1927 u. a. durch den späteren Vorstand der MTG Wangen, Fritz Hindelang; die Wiedergründung nach dem Zweiten Weltkrieg im Jahr 1953. Die Ortsgruppe betätigt sich heute mit über 200 Mitgliedern in der Schwimm- und Rettungsschwimmerausbildung, im Wasserrettungsdienst des Landkreises Ravensburg sowie im Katastrophenschutz und betreibt die Wasseraufsicht im Wangener Freibad Stefanshöhe und im Argenbühler Moorbad Burg bei Eglofs.
Auch der Verein Modelleisenbahnfreunde Wangen e. V. ist in der Stadt beheimatet, der ein maßstabsgetreues Modell des Wangener Bahnhofs um 1970 erbaute anlässlich einer Ausstellung in den Wangener Badstuben. Dort ist auch ein Modell des alten Güterschuppens, der Anfang 2012 am Bahnhof abgerissen wurde, zu besichtigen. Sein Domizil hat der Verein, der (Stand 2020) etwa 30 Mitglieder zählt, im Argenauweg. Das Haus ist erkennbar an einem originalen Formsignal, das der Verein aus dem Bahnhof Lindau-Reutin erhalten hat.
Wangen ist eine Hochburg der Blasmusik, in allen Ortschaften gibt es mindestens eine Musikkapelle, die kirchliche Anlässe im Ort musikalisch umrahmt, bei Festen traditionelle und moderne Blasmusik spielt und in Konzerten symphonische Blasmusik zum Besten gibt. Die Stadtkapelle Wangen, die neben der Konzerttätigkeit auch regelmäßig an Wettbewerben teilnimmt, konnte 2012 beim Deutschen Orchesterwettbewerb in ihrer Kategorie den ersten Platz erringen und war daher deutscher Meister.

### Regelmäßige Veranstaltungen

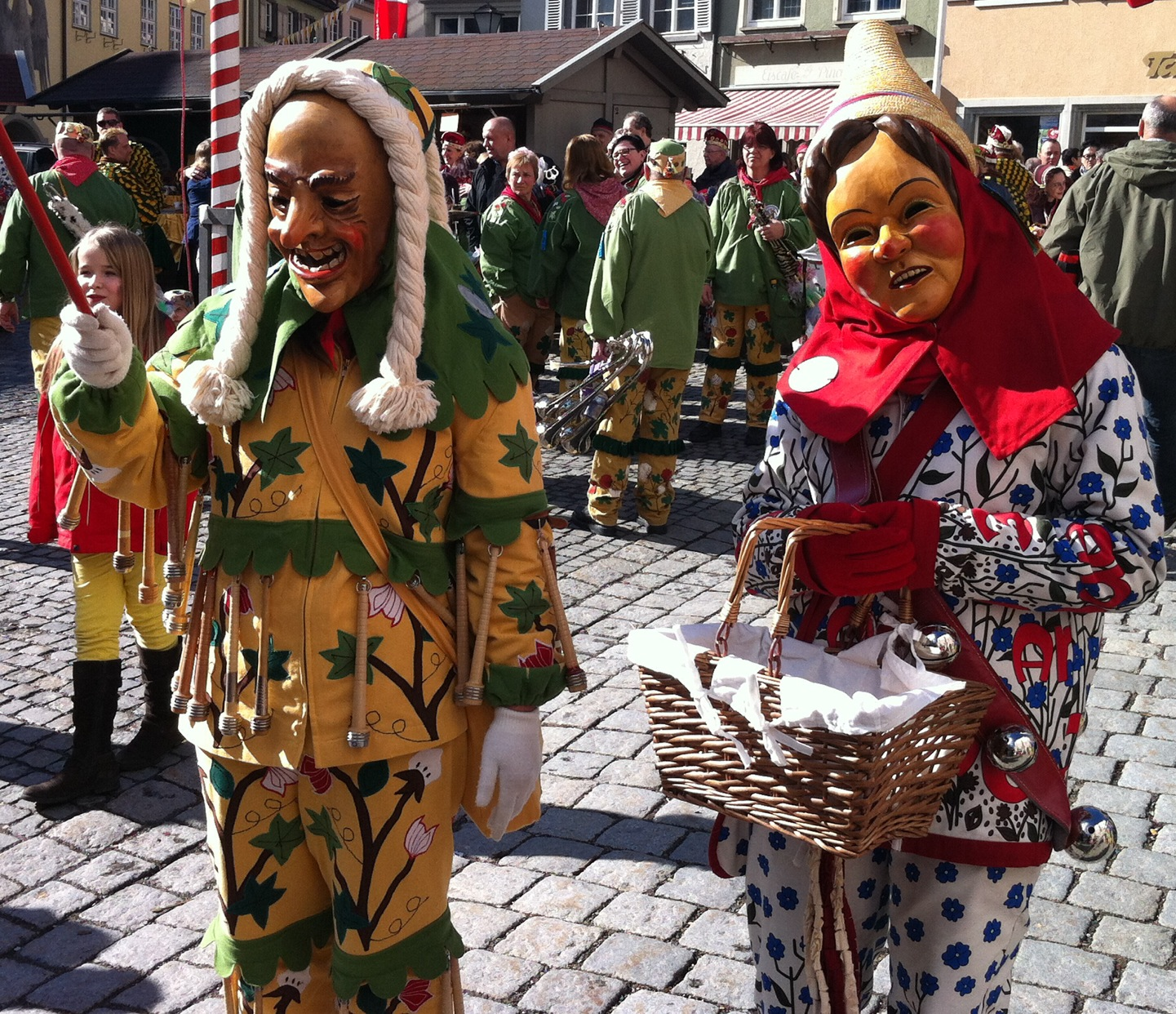
Spindelnarr und Aneweible der Narrenzunft Kuhschelle, 2014

In Wangen wird die schwäbisch-alemannische Fasnet gefeiert. Treibende Kraft in der Kernstadt Wangen ist die Wangemer Narrenzunft Kuhschelle weiß-rot mit ihren Narrenfiguren Aneweible, Flachsnarr und Spindelnarr. Sie gehört der Vereinigung Schwäbisch-Alemannischer Narrenzünfte (VSAN) an. Der während der Fasnet zu hörende Narrenruf lautet: „Schelle, schelle – Schell au“. Neben der Wangemer Narrenzunft Kuhschelle weiß-rot gibt es in Wangen auch noch die 2002 gegründete Mühlenhexenzunft. Auch in den Ortsteilen wird Fasnet gefeiert, u. a. von der Narrenzunft Deuchelried, der Narrenzunft Haslach, der Narrenzunft Karsee, der Narrenzunft Leopolz und der Narrenzunft Neuravensburg.
Vor Beginn der Sommerferien findet das Kinder- und Heimatfest statt. Das Kinderfest, das erstmals 1832 urkundlich erwähnt wurde, entwickelte sich nach dem Zweiten Weltkrieg zu einem Volksfest auch für Erwachsene. Zum Programm gehören Aufführungen eines Märchenstücks durch Jugendliche beim „Kinderfesttheater“ sowie ein Umzug mit über 4.000 Mitwirkenden (darunter etwa 2.500 Schülern) durch die Wangener Altstadt. Das Fest wird veranstaltet von der Kinderfestkommission Wangen e. V.

## Wirtschaft und Infrastruktur
Wangen war ein großes Zentrum der Textilindustrie, beispielsweise mit der Erba-Gruppe, bevor diese Branche in Deutschland ihren Niedergang erlebte. Heute gibt es hier einen sehr vitalen Branchenmix. Sohler Ski war der einzige Skihersteller im Allgäu, ansässig in Wangen.
Als eines der Zentren der Milchwirtschaft im Allgäu ist Wangen der Standort von überregional bekannten Käsereien, z. B. die Allgäuer Emmentalerkäserei Leupolz und die Käserei Zurwies.
Der seit mindestens dem 13. Jahrhundert bestehende Wochenmarkt zieht Besucher auch aus der Region an. Er findet jeden Mittwochvormittag in der Altstadt statt.
In Wangen sind die Preise für Wohneigentum und Mieten in den vergangenen Jahren im Vergleich zu anderen Gemeinden der Region Westallgäu überdurchschnittlich stark angestiegen.

### Verkehr

#### Fernstraßen

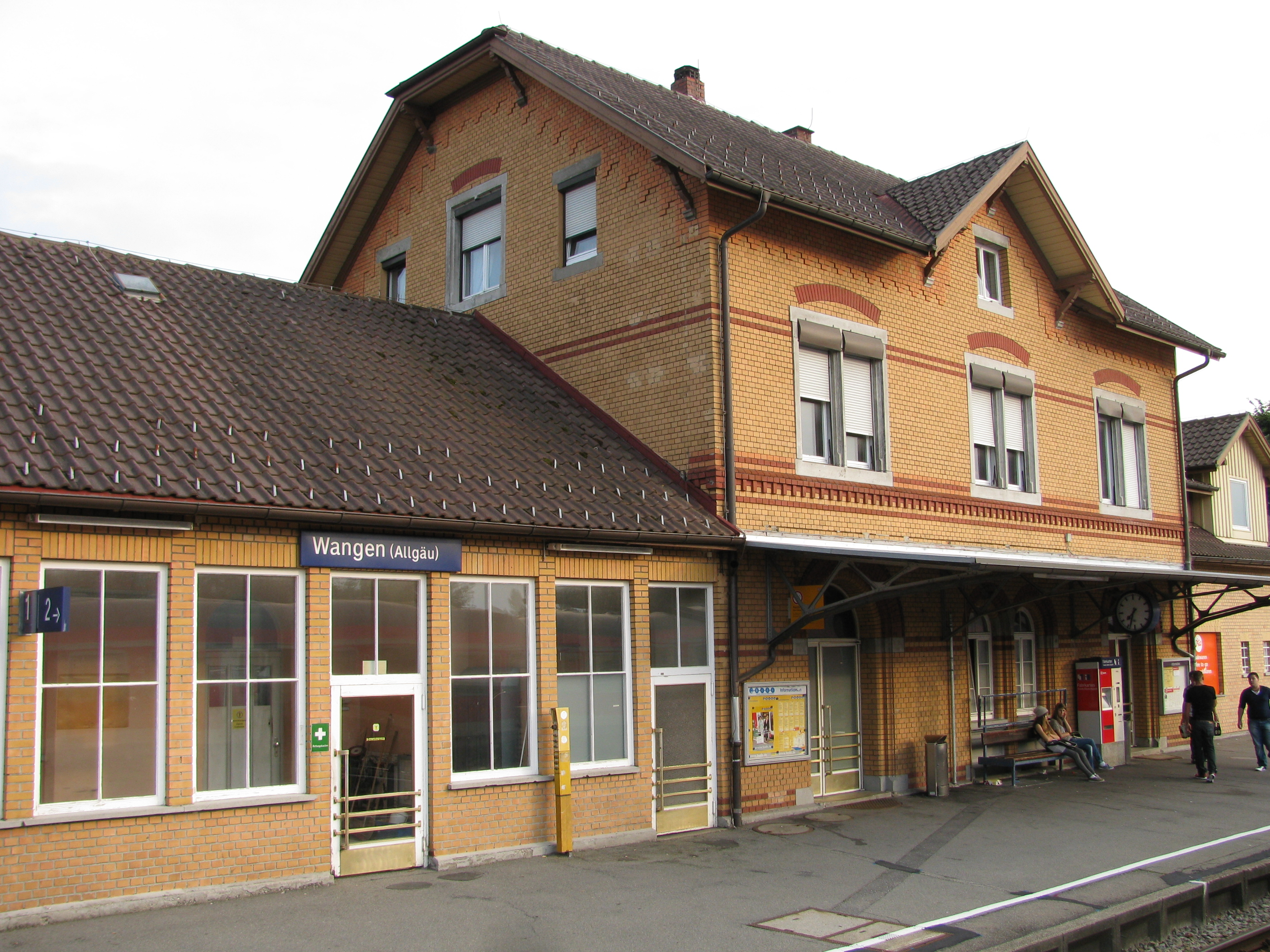
Bahnhof

Wangen liegt an der Bundesautobahn 96 Lindau–Memmingen, an der Bundesstraße 32 (Ravensburg–Wangen–Oberstaufen) und der ehemaligen Bundesstraße 18 (Lindau–Wangen–Memmingen). Über die Autobahnausfahrten Wangen-West und Wangen-Nord ist das Stadtzentrum in nur wenigen Minuten zu erreichen. Eine weitere geplante Ausfahrt im Wangener Süden zwischen den Ortschaften Niederwangen und Primisweiler (Ausfahrt Wangen-Süd) wurde nie realisiert. Allerdings gibt es Stimmen aus der örtlichen Politik, die das Thema „Wangen-Süd“ jetzt nach Fertigstellung der A96 erneut auf die Tagesordnung setzen wollen. Im südlichen Ortsteil Neuravensburg existiert von Lindau kommend eine Behelfsausfahrt an der Autobahn. Eine weitere Autobahn, die ehemals geplante und zwischenzeitlich verworfene Voralpenautobahn A 98, die über Kempten – Lindau verlaufen sollte, wäre von Wangen aus Richtung Hergatz in nur wenigen Minuten erreichbar gewesen.

#### Bahn- und Busverkehr
Der Bahnhof Wangen (Allgäu) liegt an der Bahnstrecke Kißlegg–Hergatz. Im Zuge der Elektrifizierung der Bahnstrecke München–Lindau–Zürich, die über Wangen läuft, wurde das Bahnhofsgelände umgebaut und modernisiert. Wangen ist durch Buslinien unter anderem mit Ravensburg und Tettnang verbunden; im Stadtverkehr verkehren sechs Linien. Wangen gehört dem Bodensee-Oberschwaben Verkehrsverbund (bodo) an.

#### Radverkehr
Durch eine Alltagsroute aus dem Radnetz Baden-Württemberg ist Wangen über die Stadtteile Oflings und Bahnhof Ratzenried und über den Kißlegger Ortsteil Waltenhofen mit Leutkirch und in der anderen Richtung über die Stadtteile Niederwangen (Unteres Feld), Schwarzenbach, Neuravensburg und Roggenzell Richtung Lindau verbunden.
Durch Wangen führt der Oberschwaben-Allgäu-Radweg. Er ist eine Rundstrecke über Ulm und Tettnang und verläuft dabei von Isny über Argenbühl (Ortsteile Eisenharz und Eglofs) nach Wangen und weiter über die Stadtteile Niederwangen, Schomburg und Haslach nach Neukirch.
Der Donau-Bodensee-Radweg führt von Ulm nach Kressbronn und verläuft dabei von Bad Waldsee über Kißlegg nach Wangen. Weiter nach Neukirch verläuft er wie der Oberschwaben-Allgäu-Radweg.

#### Flugverkehr
Die nahe gelegenen Flughäfen in Friedrichshafen (Flughafen Friedrichshafen) und Memmingen (Flughafen Memmingen), die von vielen Fluggesellschaften angeflogen werden, sind mit dem Auto in knapp 45 bzw. 30 Minuten zu erreichen. Mit Fertigstellung der A 96 Richtung München wurde die Anbindung in Richtung Memmingen verbessert.

### Ansässige Unternehmen
Die Diehl AKO Stiftung & Co. KG hat ein Werk mit etwa 550 Mitarbeitern in Wangen. Dort werden elektronische Steuerungen, Anzeigemodule, Antriebssysteme und Blenden, in früheren Jahren auch Wechselrichter für Solaranlagen produziert. Die Produktion soll jedoch perspektivisch im Ausland stattfinden, der Stammsitz bleibt weiterhin in Wangen.
Noch GmbH & Co. KG stellt in Wangen Modelleisenbahnzubehör her.
Die Waldner Firmengruppe (Laboreinrichtungen u. a.) beschäftigt in Wangen etwa 1000 Mitarbeiter.
Weitere Betriebe mit überregionaler Bedeutung sind: Bolz – Edel Spezialapparate- und Tankbau, Stahlbau Biedenkapp, Sohler-Neuenhauser Maschinenfabrik – Absauganlagen für Textilindustrie

### Medien
Über das Lokalgeschehen Wangens berichtet als Tageszeitung die Schwäbische Zeitung sowie der regionale Fernsehsender Regio TV Bodensee.
Im Ort ist der Fachverlag autentic.info gmbh ansässig, der Fachzeitschriften im Bereich Sehen verlegt.

### Behörden, Gericht und Einrichtungen

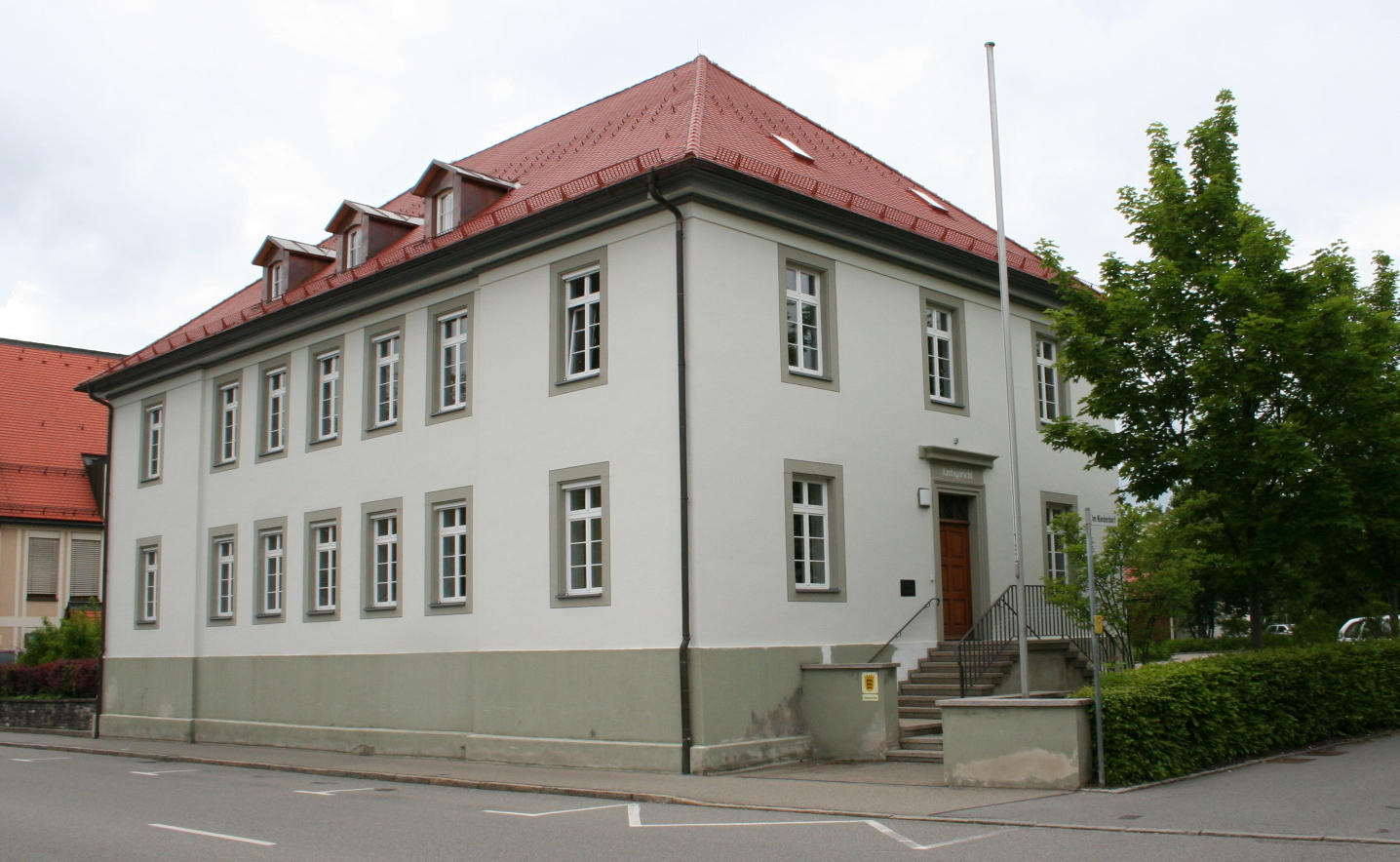
Gebäude des Amtsgerichts

Wangen ist Sitz eines Finanzamts. Ferner gibt es das Amtsgericht Wangen, das zum Bezirk des Landgerichts Ravensburg und zum Bezirk des Oberlandesgerichts Stuttgart gehört.

### Bildungseinrichtungen
In Wangen gibt es ein allgemeinbildendes Gymnasium (Rupert-Neß-Gymnasium), eine Realschule, eine Förderschule, zwei Grund- und Hauptschulen und sechs Grundschulen. Die Freie Waldorfschule (mit gymnasialer Oberstufe), die Sonderschule für Erziehungshilfe Talander Schulgemeinschaft e. V., die Heinrich-Brügger-Schule (Krankenhausschule) ergänzen das Angebot an allgemeinbildenden Schulen.
Der Landkreis Ravensburg ist Träger des Beruflichen Schulzentrums Wangen (gewerbliche, landwirtschaftliche und kaufmännische Berufsschule mit Wirtschaftsgymnasium und Technischem Gymnasium). Weitere berufliche Bildungseinrichtungen sind die private Altenpflegeschule St. Vinzenz, die Staatliche Milchwirtschaftliche Lehr- und Forschungsanstalt Dr.-Oskar-Farny-Institut und die Krankenpflegeschule an der Oberschwaben-Klinik Wangen.

## Persönlichkeiten

### Ehrenbürger
Die Stadt Wangen hat folgenden Personen das Ehrenbürgerrecht verliehen. Die Auflistung erfolgt chronologisch nach Verleihung.
| - 1839: Christoph von Zwerger, Oberamtsrichter - 1847: Leopold Wocher, Rechtskonsulent - 1852: Bernhard Maurer, Dekan und Stadtpfarrer - 1866: Alois Bendel, Dekan und Stadtpfarrer - 1880: Xaver Dentler, Schultheiß - 1880: Otto Elben, Redakteur - 1880: Josef von Schlierholz, Oberbaurat - 1886: Hermann Schmid, Kaplan - 1886: Ernst Stemmer, Dekan und Stadtpfarrer - 1888: Hermann (von) Ehmann, Bauinspektor - 1902: Georg Mesmer, Oberamtmann - 1902: Andreas Bolter, Realschullehrer - 1903: Anton Riedle, Gemeinderat - 1905: Josef Schnitzer, Gemeinderat - 1913: Josef Walchner, Gemeinderat | - 1915: Anton Vollmer, Oberamtspfleger - 1917: Christian Fopp, Kommerzienrat - 1919: Rudolf Trenkle, Stadtschultheiß - 1922: Karl Stoll, Stadtpfleger - 1925: Joseph Hehle, Gymnasialrektor - 1931: Carl Speidel (1946 wieder aberkannt) - 1932: Kurt Teichert, Landesökonomierat - 1946: August Braun, Kunstmaler - 1953: Hugo Mauch, Gewerbeschulrat - 1954: Heinrich Brügger, Direktor der Kinderheilstätte - 1956: Franz Walchner, Verlagsdirektor - 1963: Gaston Issenmann, Direktor Baumwollspinnerei - 1971: Oskar Farny, deutscher Politiker (Zentrum, später CDU) - 2003: Walter Kasper, Kardinal - 2015: Jörg Leist, Oberbürgermeister |

### Söhne und Töchter der Stadt
- Hans vom Staal (1419–1499), vermutlich in Wangen geboren, später Stadtschreiber und Diplomat in der Schweiz
- Ulrich Rösch (1426–1491), 1463 bis 1491 Abt des Klosters St. Gallen
- Johannes Susenbrot (1484/1485–ca. 1542), humanistischer Lateinlehrer und Lehrbuchautor
- Johannes Gunckel (um 1486–1535), Physiker und Logiker
- Constantin Steingaden (um 1618–1675), Franziskanerpater und Kirchenmusiker
- Rupert Neß (1670–1740), auch Rupert II., Abt des Klosters Ottobeuren
- Joseph Thaddäus Sichelbein (* 1677), Maler
- Ferdinand Anton Sichelbein (* 1678), Maler
- Judas Thaddäus Sichelbein (1684–1758), Maler und letztgeborener der Malerfamilie Sichelbein
- Franz Joseph Spiegler (1691–1757), Maler
- Anton Joseph Walch (1712–1773), Maler
- Josef Anton von Gegenbaur (1800–1876), Maler
- Faustin Mennel (1824–1889), Ordensgründer der Franziskanerinnen von der Unbefleckten Empfängnis
- Karl Etti (1825–1890), Apotheker
- Max Dentler (1841–nach 1900), Politiker
- Franz von Bagnato (1843–1896), Politiker
- Theodor Maßler (1844–1910), Bildhauer
- Ludwig Maurer (1873–1936), Unternehmer und Erfinder
- August Braun (1876–1956), Kirchenmaler
- Otto Helmuth Gmelin (1876–1925), Geschäftsmann, Fußball- und Tennisfunktionär
- Oskar Elsässer (1885–1965), Zeichner, Grafiker und Maler
- Franz Xaver Mehr (1896–1981), Flugzeugkonstrukteur
- Helmut Stellrecht (1898–1987), nationalsozialistischer Politiker und Propagandist
- Albert Hartmann (1899–1991), Politiker
- Fridolin Stier (1902–1981), katholischer Theologe
- Hans Leibundgut (1909–1993), Forstwissenschaftler
- Herbert Schek (* 1932), Konstrukteur von Geländemotorrädern, erfolgreicher Renn- und Rallye-Fahrer und Unternehmer
- Roland Bader (* 1938), Dirigent
- Siegfried Heiler (1938–2022), Wirtschaftswissenschaftler und Statistiker in Berlin und Dortmund, Sohn des Neuravensburger Bürgermeisters August Heiler
- Frank Natterer (* 1941), Mathematiker
- Karl Weber (* 1942), Sportmediziner und ehemaliger Präsident des Deutschen Tennis-Bundes
- Joachim Wild (* 1942), Historiker und Archivar
- Günther Bradler (* 1944), Historiker und Archivar
- Reinhard Scherer (* 1948), Bildhauer
- Claudia Scherer (* 1954), Dichterin und Autorin
- Ignaz Netzer (* 1956), Blues-Gitarrist, Mundharmonikaspieler, Sänger und Songschreiber
- Michael Suda (* 1957), Forstwissenschaftler und Hochschullehrer
- Michael Kuhn (* 1962), Kriminalbeamter, Musiker, Komponist und Arrangeur
- Peter Bartodziej (* 1963), Jurist, Beamter im Bundeskanzleramt und später im Bundesministerium für Ernährung und Landwirtschaft
- Inge Kirsner (* 1963), evangelische Theologin
- Bernhard Stengele (* 1963), Schauspieler, Rezitator, Regisseur und Politiker
- Johannes Schneider (* 1964), Tibetologe, Indologe und Hochschullehrer
- Christian Grünwald (* 1964), Koch, mit zwei Sternen im Guide Michelin ausgezeichnet
- Patricia Watson-Miller (* 1965), Motorrad-Rallye-Raid-Fahrerin
- Markus Eller (* 1966), 57. Scheyerer Abt
- Petra Krebs (* 1969), Politikerin (Bündnis 90/Die Grünen), Landtagsabgeordnete
- Sigrid Wille (* 1969), Skilangläuferin
- Martina Bär (* 1976), katholische Theologin und Hochschullehrerin
- Raimund Haser (* 1975), Politiker (CDU), Landtagsabgeordneter
- Heike Heilmann (* 1976), Sopranistin
- Eva Weber (* 1977), Oberbürgermeisterin der Stadt Augsburg
- Marc Biedenkapp (* 1980), Footballspieler
- Sarah Düster (* 1982), Radrennfahrerin
- René Frank (* 1984), Koch und Pâtissier
- Heidi Roth (* 1984), Skispringerin
- Patrick Mayer (* 1988), Fußballspieler
- Dominik Nerz (* 1989), Radrennfahrer
- Alexander Turrek (* 1989), Schauspieler und Synchronsprecher
- Simon Nuber (* 1991), Radrennfahrer
- Michael Schweizer (* 1991), Cyclocross- und Straßenradrennfahrer
- Yannick Forstenhäusler (* 1991), Tonmeister und Synchronsprecher
- Nicolas Jann (* 1992), Fußballspieler
- Ivana Rudelić (* 1992), Jugendspielerin des ASV Wangen und kroatische Nationalspielerin; derzeit Spielerin des FC Bayern München
- Isabella Schmid (* 1993), Fußballspielerin
- Hermann Keller (* 1993), Radrennfahrer
- Klaus Burkart (* 1993), Model und LGBT-Aktivist
- Ralph Heidel (* 1993), Jazzmusiker und Komponist
- Melanie Leupolz (* 1994), Fußballspielerin
- Janik Haberer (* 1994), Fußballspieler
- Sonja Giraud (* 1995), Fußballspielerin
- Julian Zenger (* 1997), Volleyballspieler

### Weitere Persönlichkeiten
- Johann Andreas Rauch (1575–1632), Maler und Kartograph, lebte ab 1601 in Wangen
- Daniel Eduard Meier (1812–1873), Mediziner und zweiter Ehemann der Frauenrechtlerin und Schriftstellerin Louise Aston, starb in Wangen
- Louise Aston (1814–1871), Frauenrechtlerin und Schriftstellerin, starb in Wangen
- Werner Fechner (1892–1973), Maler und Grafiker, lebte ab 1953 in Wangen
- Toni Schönecker (1893–1979), bildender Künstler
- Heinrich Brügger (1895–1976), Mediziner, lebte in Wangen
- Albert Alois Scheurle (1898–1978), Historiker und Archivar, lebte in Wangen
- Maria Innocentia Hummel OSF (1909–1946) deutsche Franziskanerin, Zeichnerin und Malerin; zur Heilung 1945 in Wangen
- Julius Viel (1918–2002), Untersturmführer der Waffen-SS, lebte jahrzehntelang in Wangen
- Günter Höch (1921–2015), Kreis- und Stadtrat in Wangen, MdL SPD 1965–1972
- Josef Dreier (1931–2023), Politiker (CDU), Staatssekretär und Landtagsabgeordneter (1980–1996)
- Walter Kasper (* 1933), emeritierter Kurienkardinal, wuchs in Wangen auf
- Herbert Haag (1937–2025), Sportpädagoge, lebte in Wangen
- Nico Stehr (* 1942), Kulturwissenschaftler und Klimaforscher an der Zeppelin Universität Friedrichshafen, lebt in Wangen
- Thomas Walther (* 1943), Anwalt und Richter, lebt in Wangen
- Kristin Winter (* 1958), Autorin und Malerin, lebt in Wangen
- Christine Lehmann (* 1958), Schriftstellerin, lebt unter anderem in Wangen
- Ernst Hutter (* 1958), Musiker, betreibt einen Musikverlag in Wangen
- Matthäus Karrer (* 1968), Weihbischof der Diözese Rottenburg-Stuttgart, wuchs im Wangener Teilort Deuchelried auf
- ChrisTine Urspruch (* 1970), Schauspielerin, lebt in Wangen
- Robert Hartmann (* 1979), Schiedsrichter der Fußball-Bundesliga, lebt in Wangen
- Christian Natterer (* 1981), Politiker (CDU), Bundestagsabgeordneter, lebt in Wangen
- Festim Kryeziu (* 1991), Boxer, lebt in Wangen
- Aylin Bok (* 1996), Handballspielerin

## Sonstiges
1943/44 diente Wangen als Kulisse für den NS-Propaganda-Film Quax in Fahrt (uraufgeführt 1953 als Quax in Afrika) mit Heinz Rühmann, einer Fortsetzung des Films Quax, der Bruchpilot.
Vom 14. April bis 13. Mai 2004 wurde eine Tatort-Folge („Bienzle und der Sizilianer“, Regie Hartmut Griesmayr) unter anderem in Wangen und Umgebung gedreht.
Das Wangener Juze Tonne e. V. ist das älteste selbstverwaltete Jugendzentrum Deutschlands.
Die Jugendmusikschule Württembergisches Allgäu mit Sitz in Wangen ist eine der größten Musikschulen in Baden-Württemberg.
Während der Fußball-Weltmeisterschaft 2006 bezog die Nationalmannschaft von Togo Quartier in Wangen.
Vom 21. bis 23. Juni 2013 fanden in Wangen die deutschen Straßen-Radmeisterschaften statt.
Vom 26. April bis 6. Oktober 2024 fand in Wangen die Landesgartenschau des Landes Baden-Württemberg statt.